# Géographie de l'Union européenne
La géographie de l'Union européenne (UE) prend en compte plusieurs éléments : dans un premier temps la géographie physique de celle-ci, qui évolue au travers de ses élargissements successifs ; puis sa géographie humaine, c'est-à-dire l'organisation de son espace (espaces ruraux, urbains, ou encore son organisation politique, etc.), de sa richesse (économique, culturelle, etc.) et de ses réseaux (axes de communications, transports de l'information, de l'énergie, etc.), qui, comme la géographie physique, est soumise aux évolutions liées à ses élargissements. La géographie de l'Union prend aussi en compte les régions d'outre-mer de l'Union européenne, ainsi que, dans une moindre mesure, les territoires dépendants de l'Union sans en faire partie.
L'Union européenne est une association politico-économique qui évolue en fonction des élargissements et de l'intégration de ses États membres, deux processus non linéaires. Ainsi, à ses débuts elle n'était composée que de six pays ce qui limitait son étendue géographique ; actuellement, avec 27 membres, l'Union européenne s'étend sur une grande partie du continent européen et s'ouvre sur plusieurs mers.

## Présentation de l'Union européenne

### Situation

L'Union européenne en bleu, en vert les territoires n'en faisant pas partie mais dépendant d'un de ses États membres.

L'Union a une superficie de 4 493 712 km2 ce qui la place au 7e rang mondial devant l'Inde et derrière l'Australie.
Située principalement sur le continent européen, elle s'étend du 35e parallèle nord en Méditerranée jusqu'au-delà du cercle polaire arctique en Scandinavie, et de l'océan Atlantique à l'ouest jusqu'au 30e méridien est. Elle est bordée au sud par la mer Méditerranée, sauf au niveau des Balkans occidentaux où elle est frontalière des pays de l'ex-Yougoslavie, à l'exception de la Croatie et de la Slovénie qui sont deux États membres. Au nord, l'Union est bordée par la mer Baltique (qu'elle englobe, à l'exception du littoral de Kaliningrad et de la partie russe du golfe de Finlande), la mer du Nord (dont l'exploitation est partagée avec la Norvège et le Royaume-Uni), et l'océan Atlantique Nord. Elle s'étend, en ne considérant que la partie européenne, sur trois fuseaux horaires allant de UTC±00:00 à UTC+02:00.
Les régions ultrapériphériques (RUP), qui font partie de l'UE et constituent des territoires ultramarins des États membres permettent à l'UE d'avoir une assise sur le continent américain avec la Guyane française, Saint-Martin, la Martinique et la Guadeloupe ; dans l'océan Indien avec les îles de Mayotte et de La Réunion ; au large du continent africain avec les archipels portugais et espagnol que sont respectivement les Açores, Madère et les îles Canaries.
Des interrogations subsistent sur l'existence de limites spatiales propres à l'Union européenne, qui mettraient un terme aux processus d'élargissement. La question est notamment soulevée en ce qui concerne la candidature de la Turquie. L'Europe est une péninsule du continent eurasiatique, dont les limites géographiques méridionales et orientales « traditionnelles » que sont l'Oural et le Caucase sont contestées. Le sud du Caucase n'est pas pris en compte par cette définition : ainsi, alors que des États tels que l'Arménie, ou la Géorgie, voire l'Azerbaïdjan, sont considérés comme européens, la Turquie en est souvent exclue. Valéry Giscard d'Estaing considère ainsi que l'Europe s'arrête au Bosphore et que la Turquie, dont seule la Thrace orientale (partie nord de la région de Marmara) est du « côté européen » du Bosphore, ne peut donc pas en faire partie. La question de l'adhésion de Chypre, bien que située au sud de la Turquie et au large de la Syrie, n'a pas soulevé ces interrogations lors de son adhésion ; elle a cependant été fortement soutenue par la Grèce, l'un des États garants de son indépendance et avec qui elle partage une culture hellénique commune.

### Composition

#### Espace continental
| \| Autriche Belgique Bulgarie Chypre Tchéquie Danemark Estonie Finlande France Allemagne Grèce Hongrie Irlande Italie Lettonie Lituanie Lux. Malte Pays-Bas Pologne Portugal Roumanie Slovaquie Slovénie Croatie Espagne Suède \| États membres de l'Union européenne au 1er février 2020. |
| Autriche Belgique Bulgarie Chypre Tchéquie Danemark Estonie Finlande France Allemagne Grèce Hongrie Irlande Italie Lettonie Lituanie Lux. Malte Pays-Bas Pologne Portugal Roumanie Slovaquie Slovénie Croatie Espagne Suède                                                                |

Créée par le traité de Maastricht de 1992 à partir de la Communauté économique européenne fondée en 1957, l'Union européenne est une association sui generis de vingt-sept États. À mi-chemin entre la confédération et la fédération, le Tribunal constitutionnel fédéral de l'Allemagne utilise le néologisme de Staatenverbund pour désigner sa structure,. L'Union n'a pas de capitale officielle mais plusieurs sièges institutionnels ; Bruxelles incarne de facto ce rôle car beaucoup d'institutions y ont leur siège (le Parlement ayant ses sessions entre Strasbourg et Bruxelles ; et son secrétariat à Luxembourg).

L'Union européenne en 2022, ZEE comprise : en bleu les États membres (dont les RUP), en vert les PTOM et en orange les États candidats.

Composée initialement de six États d'Europe occidentale (1957 : Allemagne, Belgique, France, Italie, Luxembourg, et Pays-Bas), l'Union s'est peu à peu étendue à l'ouest (1973 : Danemark, Irlande, et Royaume-Uni), puis au sud (1981 : Grèce ; 1986 : Espagne et Portugal), au nord (1995 : Autriche, Finlande et Suède) et enfin à l'est par un élargissement en deux temps (2004 : Chypre, Estonie, Hongrie, Lettonie, Lituanie, Malte, Pologne, Slovaquie, Slovénie et Tchéquie ; 2007 : Bulgarie et Roumanie), pour atteindre les 28 États en 2013 avec l'entrée de la Croatie. Cependant, en 2020, le Royaume-Uni devient le premier pays à se retirer de l'Union, par suite d'un référendum en 2016 en faveur de cette option. Depuis ce Brexit, un pays membre de l'Union européenne, à savoir l'Irlande, n'a pas de frontière (aussi bien terrestre que maritime) avec le moindre autre membre de l'Union, ce qui est une première dans l'histoire de l'Union européenne.
L'expansion de l'Union européenne n'est cependant pas terminée puisque d'autres États sont engagés dans un processus d'adhésion : l'Islande a retiré sa candidature mais l'Albanie, la Macédoine du Nord, la Moldavie, le Monténégro,, la Serbie, la Turquie et l'Ukraine sont candidats. La Bosnie-Herzégovine et la Géorgie ont chacune déposé une demande de candidature, mais celles-ci ne sont pas encore reconnues. Le Kosovo, qui n'est pas reconnu par l'ensemble des États membres de l'UE, n'a pas encore déposé de candidature, mais est considéré comme candidats potentiel.

#### Outre-mer de l'Union

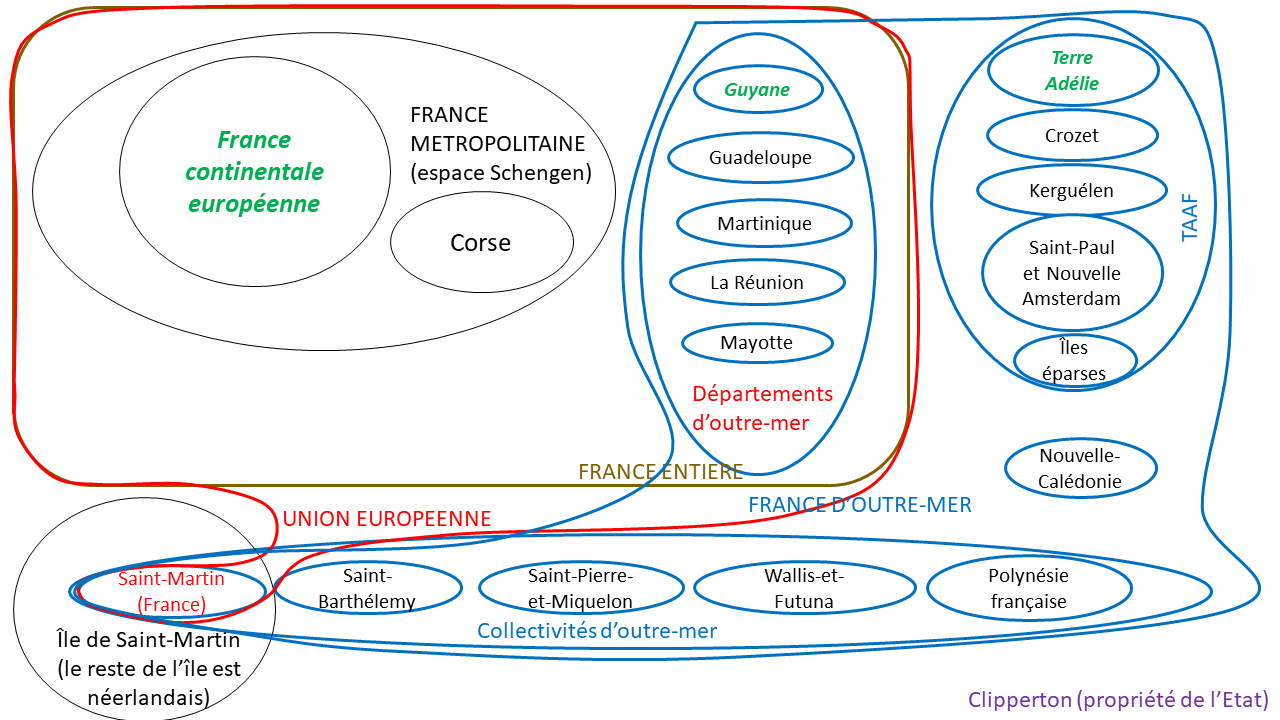
On voit la France métropolitaine et d'outre-mer, la partie appartenant à l'Union européenne. Pour des raisons de simplification, la France continentale est représentée en vert et en italique.

En raison de difficultés économiques et sociales liées à « l'éloignement, l'insularité, leur faible superficie, le relief et le climat difficiles, [et] leur dépendance économique vis-à-vis d'un petit nombre de produits », neuf territoires insulaires faisant partie de l'Union disposent d'aménagements concernant l'application des traités. La liste de ces régions ultrapériphériques (RUP) est établie par l'article 349 du TFUE.
Elles dépendent de trois États membres : une pour l'Espagne, deux pour le Portugal, et six pour la France. Pour l'Espagne, il s'agit des îles Canaries dans l'ouest de l'océan Atlantique Nord, au large de l'Afrique. Pour le Portugal, ce sont les deux régions autonomes des Açores et de Madère, situées dans l'ouest de l'océan Atlantique Nord mais éloignées de l'Europe et plus proches du continent africain. Enfin, pour la France, ce sont les cinq départements d'outre-mer : dans la zone Caraïbe, la Guyane ainsi que (parmi les Antilles françaises) la Guadeloupe et la Martinique, et dans l'océan Indien, La Réunion et Mayotte, ; et la collectivité d'outre-mer de Saint-Martin qui n'a pas changé de statut au niveau européen depuis qu'elle s'est détachée de la Guadeloupe le 15 juillet 2007.

### Frontières

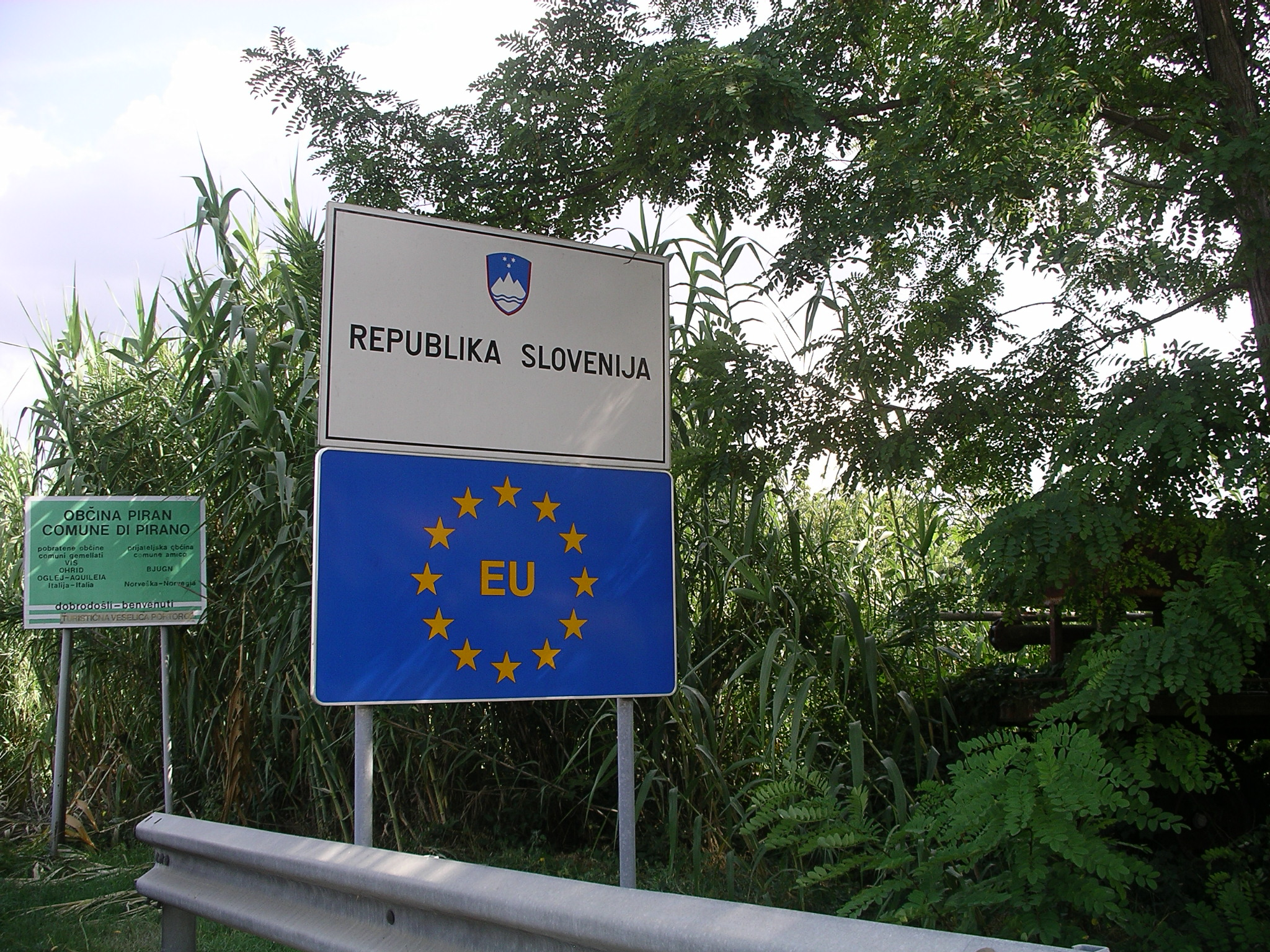
Frontière entre la Croatie et la Slovénie.

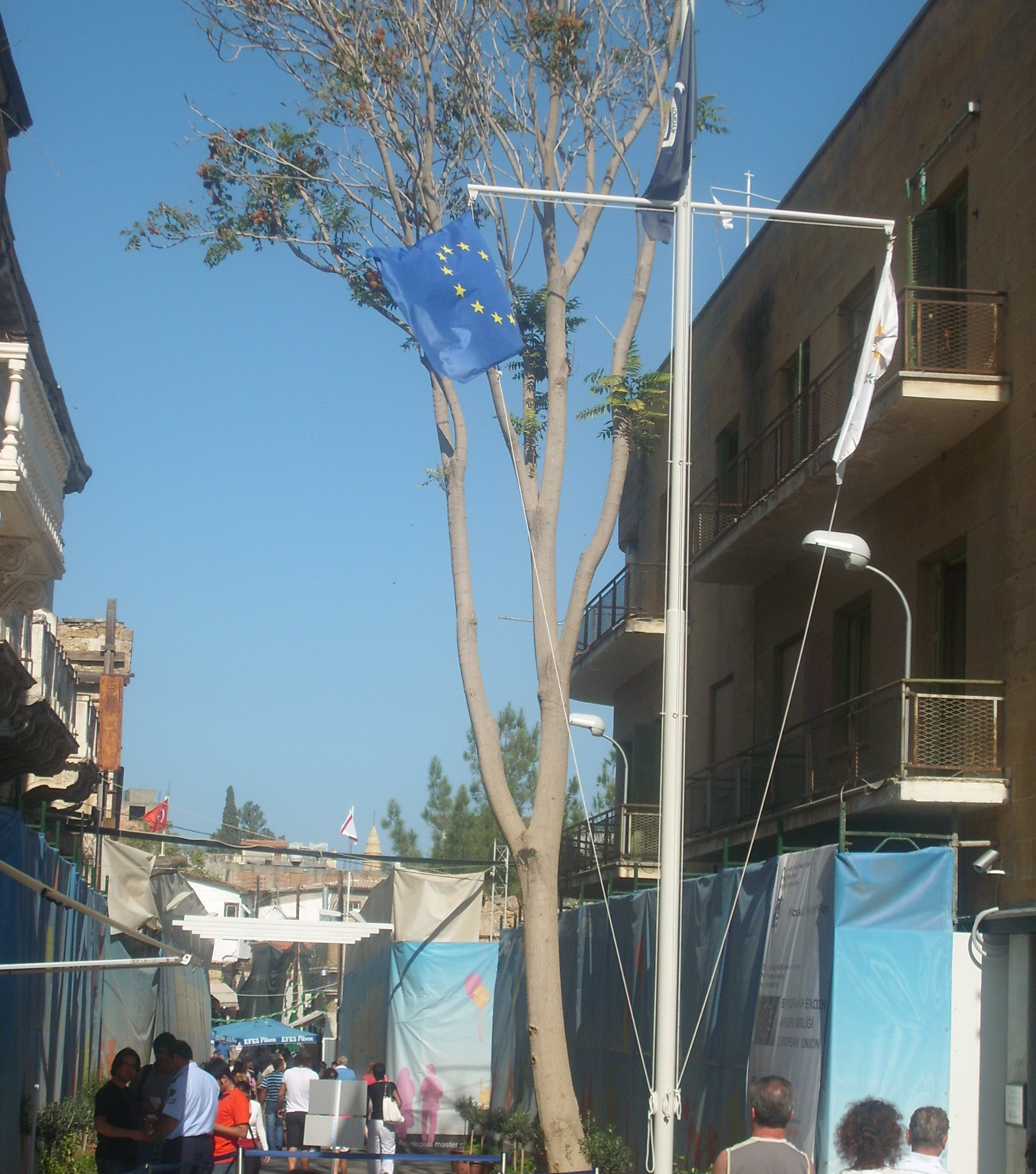
La rue Ledra à Nicosie qui relie Chypre et Chypre du Nord.

L'Union européenne a des frontières terrestres avec vingt États (soit 12 639,8 km) dont dix qui sont enclavés en son sein.

#### Frontières terrestres
La plus longue frontière entre l'Union et un autre pays est celle qui la sépare de la Norvège avec une longueur de 2 348 km, suivi de celle avec la Russie qui mesure 2 257 km.
Les autres frontières extérieures principales sont celles avec l'Ukraine avec 1 257 km (qui est séparée en deux parties du fait de la présence de la Moldavie avec laquelle l'Union partage une frontière longue de 450 km) et avec la Biélorussie qui s'étend sur 1 050 km. Les autres principales frontières, en termes de longueur, sont celles qui se trouvent entre l'Union et le Brésil avec 730,4 km, le Suriname avec 510 km, le Royaume-Uni avec 499 km et la Turquie avec 446 km. Enfin, l'UE a une frontière longue de 15,9 km avec le Maroc (enclaves de Ceuta, Melilla ainsi qu'avec quelques autres petits territoires espagnols au Maroc).
Il existe également des frontières dites « intérieures » du fait de la présence d'un État ou d'un groupe d'États enclavés dans l'UE. La Suisse est pays sans côte océanique, cependant elle bénéficie, depuis la convention de Mannheim de 1868 d'un accès direct à la mer par l'ouverture aux « eaux internationales » du Rhin lesquelles s'étendent du dernier pont de Bâle jusqu'à la mer du Nord. Sa frontière avec l'Union est longue de 1 811 km. La Suisse fait partie de l'espace Schengen, et une vingtaine d'accords bilatéraux et plus d'une centaine de traités ont été adoptés, pour accroître l’intégration de l’économie Suisse dans celle de l'UE. Le Liechtenstein, petit État frontalier de l'Autriche et de la Suisse, enclavé et sans accès à la mer, a une frontière avec l'Union, longue de 34,9 km.
L'enclave de Kaliningrad (oblast russe entre la Pologne, la Lituanie et la mer Baltique) partage avec l'Union une frontière longue de 437 km (longueur incluse dans les 2 257 km de frontières partagées avec la Russie),. Afin de faciliter la vie des habitants, le 29 juillet 2011, la Commission européenne a proposé d'étendre à l'ensemble des habitants la possibilité de se rendre en Pologne et en Lituanie sans visa Schengen. La zone concernée serait de 30 kilomètres à partir de la frontière, voire 50 kilomètres dans des cas exceptionnels.
La principauté de Monaco partage une seule frontière avec la France de 4,4 km (190 km si on tient compte du fait que ses eaux territoriales sont également enclavées) ; les accords bilatéraux qui régissent les relations franco-monégasques ont pour certains été transposés au niveau européen permettant aux résidents du micro-État de pouvoir utiliser l'euro, se déplacer librement dans l'UE ou commercer sans entraves.
L'Andorre est un État des Pyrénées enclavé et sans accès à la mer. Sa frontière avec l'Union fait 120,3 km de long. Dans la botte italienne, deux petits États sont enclavés sans accès à la mer : le Saint-Siège, ou État de la Cité du Vatican, qui partage avec l'Union une frontière de 3,2 km ; et Saint-Marin dont la frontière mesure 39 km.
Enfin, les Balkans occidentaux sont, en tant qu'ensemble, enclavés dans l'Union ; l'Albanie a 999 km de frontières avec l'Union et a un accès à la mer, de même que le Monténégro qui partage 25 km de frontières avec la Croatie. La Bosnie-Herzégovine a également une frontière commune avec la Croatie qui s'étend sur 932 km et ne dispose que d'un accès très limité à l'Adriatique (21 kilomètres à Neum). La Macédoine du Nord et la Serbie ont respectivement 394 km et 945 km de frontières avec l'Union mais n'ont pas d'accès à la mer. Enfin, le Kosovo est lui-même enclavé par d'autres pays, il n'a pas de frontières communes avec l'Union, ni d'accès à la mer et il n'est pas totalement reconnu internationalement.
Il existe également une frontière de facto entre la république de Chypre, membre de l'UE et la république turque de Chypre du Nord (RTCN), dont le territoire fait de jure partie de l'UE ; la RTCN n'est pas reconnue internationalement et cette frontière appelée « Ligne verte » est sous contrôle de la Force des Nations unies chargée du maintien de la paix à Chypre.

#### Frontières maritimes
- États membres de l'Union européenne et régions ultrapériphériques.
- ZEE partagée de l'UE[N 4]

Zone économique exclusive (ZEE) partagée de l'Union européenne :
États membres de l'Union européenne et régions ultrapériphériques.
ZEE partagée de l'UE
Pays et territoires d'outre mer (PTOM), dépendants d'un État membre mais hors-UE
ZEE des PTOM (ZEE hors-UE)
États reconnus candidats officiels de l'Union européenne
ZEE des États candidats

L'UE possède des frontières maritimes avec de nombreux États, ces frontières sont soit la continuité maritime des frontières terrestres, soit entièrement maritimes et constituent généralement les lignes de rencontre des zones économiques exclusives (ZEE) des États membres avec des États tiers.
Les frontières exclusivement maritimes sont notamment :
- entre l'Albanie et l'Italie ;
- entre l'Algérie et l'Italie ;
- entre Antigua-et-Barbuda et la Guadeloupe ;
- entre la Barbade et la Martinique ;
- entre les Comores et Mayotte ;
- entre la Dominique, la Guadeloupe et la Martinique ;
- entre l'Égypte, la Grèce et Chypre ;
- entre les îles Anglo-Normandes et la France
- entre Israël et Chypre ;
- entre le Liban et Chypre ;
- entre la Libye et la Grèce, l'Italie, et Malte ;
- entre Maurice et la Réunion ;
- entre le Monténégro et l'Italie ;
- entre Sainte-Lucie et la Martinique ;
- entre la Syrie et Chypre ;
- entre la Tunisie, l'Italie et Malte ;
- et entre le Venezuela, la Guadeloupe et la Martinique.

### Particularités territoriales

#### Pays et territoire d'outre-mer
Les pays et territoires d'outre-mer (ou PTOM) sont des dépendances et territoires d'outre-mer des États membres de l'Union européenne ne faisant pas partie de l'Union mais qui bénéficient d'un statut d'associé aux États membres depuis le traité de Lisbonne.
Ce statut concerne des dépendances de trois États membres : le Danemark, la France et les Pays-Bas. Il concernait le Royaume-Uni jusqu'en janvier 2020.

#### Régions à statut spécifique

##### Régions à statut spécifique dans l'Union européenne

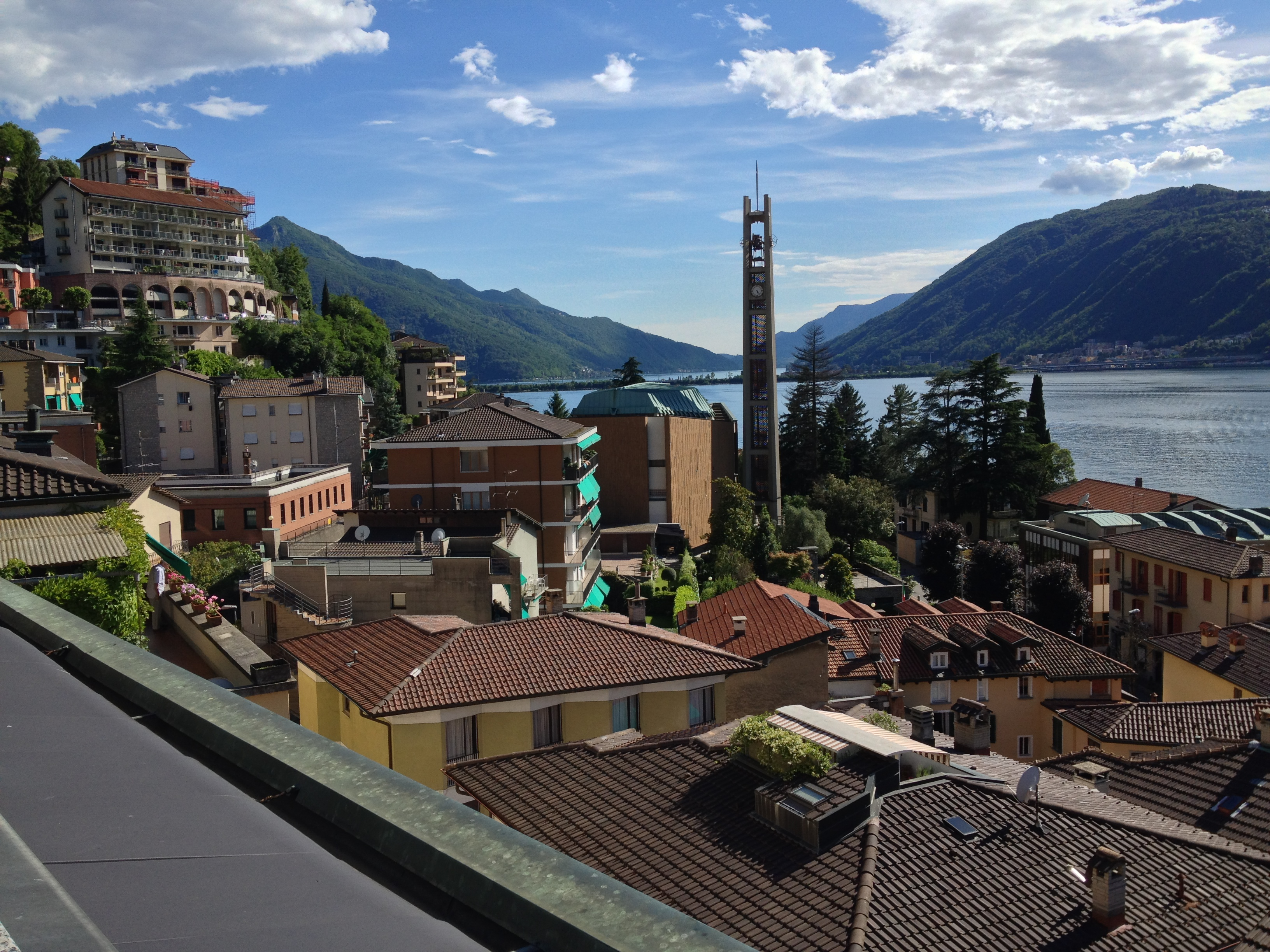
Campione d'Italia, exclave italienne en Suisse.

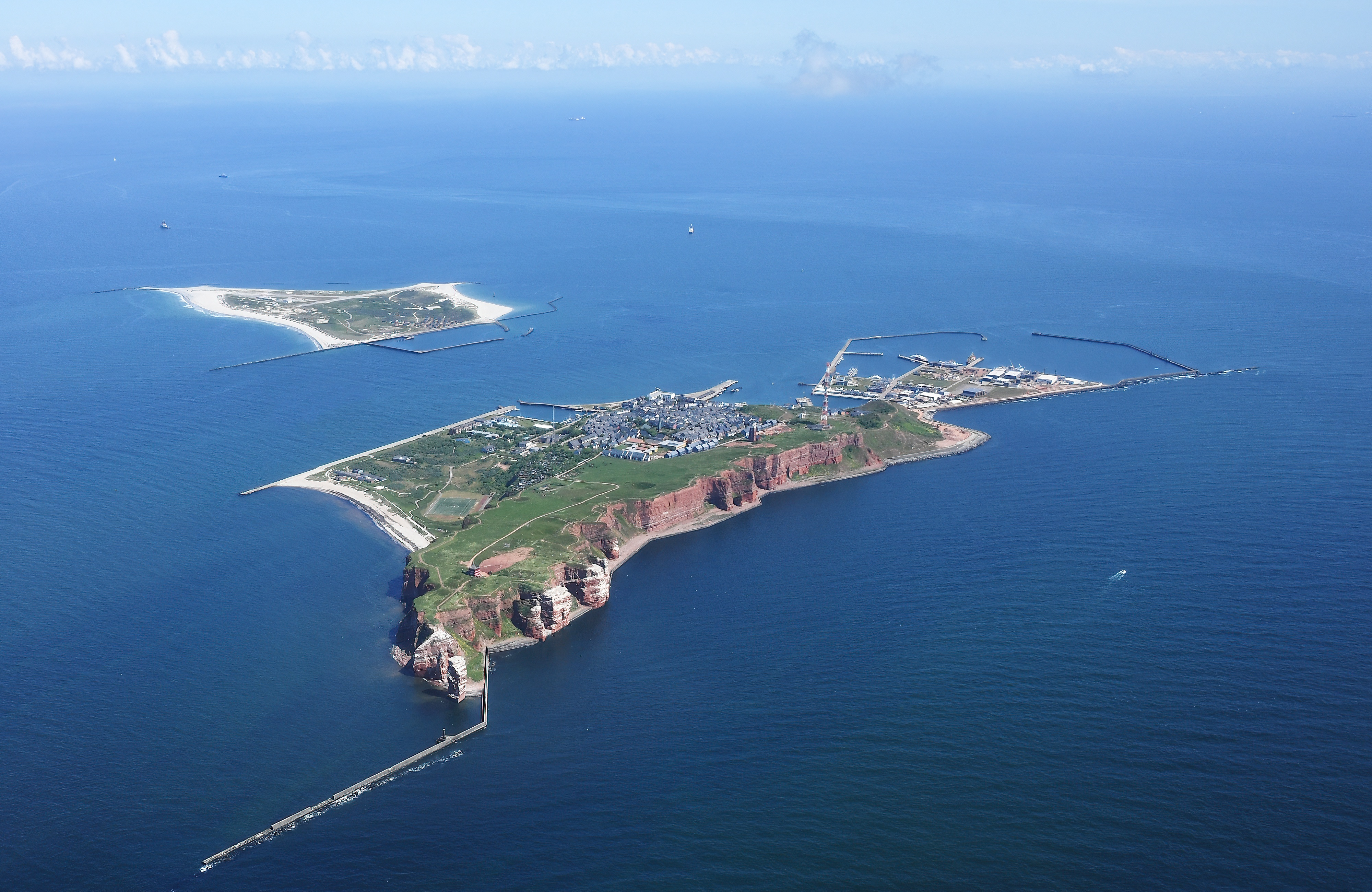
L'île d'Heligoland en mer du Nord.

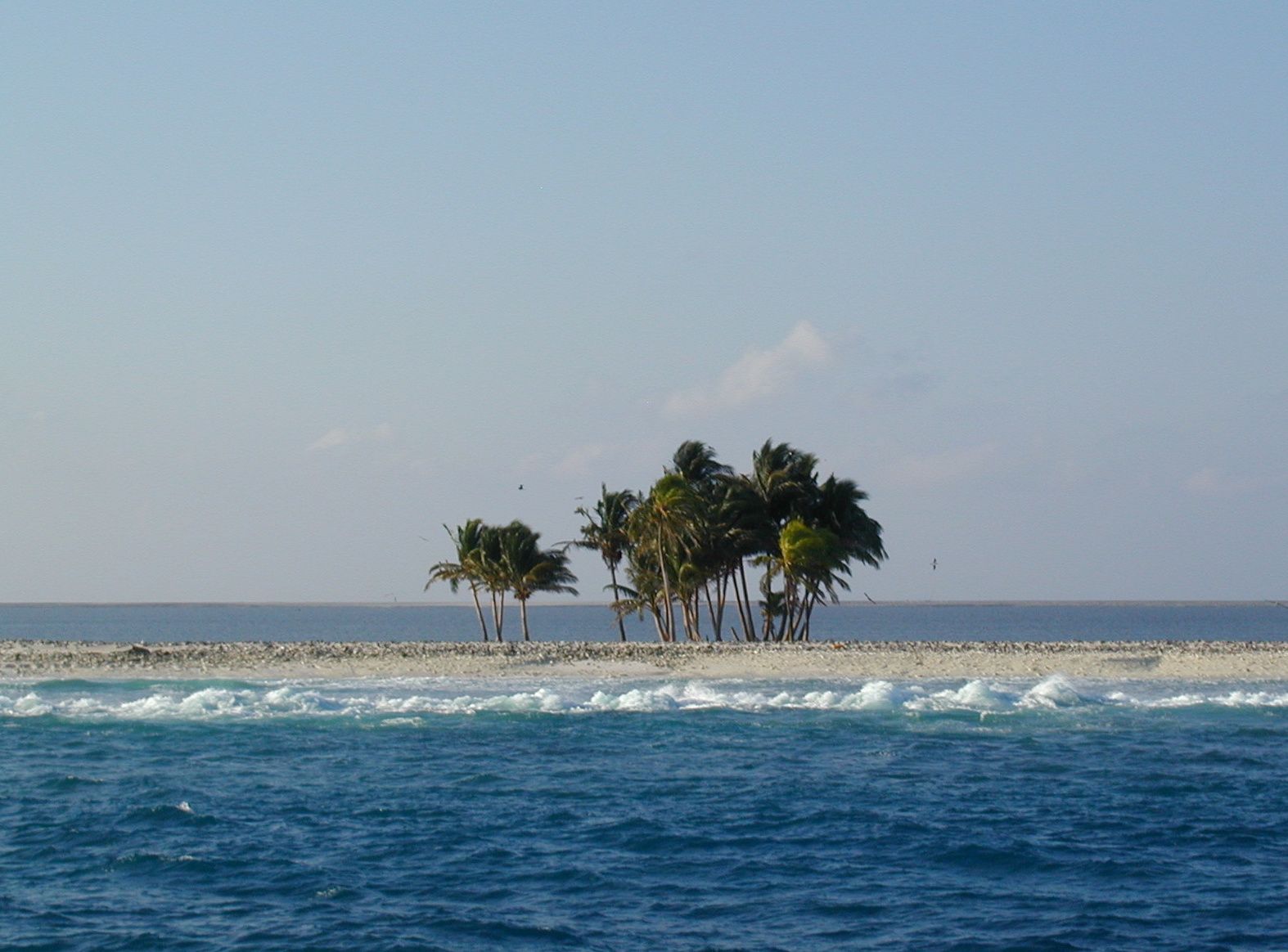
L'île de Clipperton dans l'océan Pacifique.

Il existe des régions dans les États membres où la totalité du droit européen ne s'applique pas. Leur statut est alors parfois proche de celui des PTOM sur le plan communautaire européen, mais elles ne bénéficient pas des fonds structurels spécifiques alloués au PTOM et aux régions ultrapériphériques (RUP). Juridiquement, ces régions sont bien dans le territoire de l'Union européenne.
Un cas particulier résulte de l'adhésion de Chypre où la législation européenne ne s'applique pas dans la république autonome turque de Chypre du Nord, non reconnu internationalement, bien que celle-ci fasse partie juridiquement du territoire de l'Union et dont les citoyens (qui ont non seulement voté pour l'adhésion de Chypre à l'Union européenne mais aussi pour l'unification de Chypre contrairement à leurs voisins du Sud de l'île) sont également électeurs aux élections des représentants chypriotes au Parlement européen. Elle est traitée comme une exception dans le traité d'adhésion de Chypre à titre conservatoire en attendant des évolutions dans les négociations entre les deux républiques. Il résulte de cette scission de l'île la création d'une zone tampon, sous mandat international de l'ONU (en bordure des deux régions nord et sud, et des deux zones de souveraineté britanniques), qui échappe aussi partiellement au droit communautaire, bien que le droit de la république de Chypre y soit observé pour les résidents de nationalité chypriote.
Toujours sur l'île de Chypre, dans les bases sous souveraineté britannique d'Akrotiri et Dhekelia, le droit européen ne s'applique qu'aux résidents britanniques et à ceux de nationalité chypriote.
Dans la mer Baltique se trouve une région à statut dérogatoire dépendante de la Finlande : les îles Åland qui sont situées en continuité avec les zones économiques exclusives de la Suède et de la Finlande, toutes deux membres de l'Union. Bénéficiant d'une large autonomie, les îles ont tenu un référendum séparé de celui de la Finlande quant à l'adhésion de leur territoire à l'Union. L'adhésion fut approuvée avec certaines dérogations.
Certaines communes bénéficient de statuts particuliers pour des raisons soit géographiques, soit historiques. Ces statuts concernent notamment l'usage de l'euro et la TVA. Il y a tout d'abord les exclaves allemande et italienne, respectivement les communes de Büsingen am Hochrhein et de Campione d'Italia,, en Suisse. Enfin, la commune italienne de Livigno, laquelle n'est pas une exclave, mais bénéficie d'un statut d'extraterritorialité réglementé depuis les XIXe et XXe siècles,.
En mer du Nord, l'île allemande d'Heligoland, bien que membre de l'Union européenne, est exclue de l'union douanière et n'est pas soumise au régime fiscal allemand.
Les cités autonomes de Ceuta et Melilla et les autres zones de souveraineté espagnole en Afrique bénéficient elles aussi d'un statut dérogatoire notamment concernant la TVA, la PAC et la politique commune de la pêche.
La république monastique du Mont Athos dispose d'une autonomie accrue au sein de la République hellénique. En effet, bien que membre de l'espace Schengen et de l'Union européenne, seul un permis permet d'entrer sur son territoire et l'accès est interdit à toute créature femelle (à l'exception des poules et des chats).
Enfin, l'Île de Clipperton, sous administration directe du gouvernement français, n'est pas citée parmi les PTOM bien que l'île fasse partie de l'Union. Cependant l'île ne fait pas partie de l'espace Schengen et, à défaut de population permanente, n'est pas prise en compte lors des élections au Parlement européen.

##### Régions hors du territoire communautaire
L'article 355 paragraphe 5 du TFUE dispose que trois territoires, dépendant d'un État membre, sont exclus de l'Union sans pour autant être des PTOM. Les territoires associés au Royaume-Uni (Akrotiri et Dhekelia et les bailliages de l'île de Man, de Jersey et de Guernesey) étaient exclus de l'Union via cet article et le sont maintenant dans tous les cas à la suite du retrait britannique de l'Union. Le troisième territoire, les îles Féroé, sous souveraineté danoise, est également exclu de l'Union européenne.

## Géographie physique de l'Union européenne

### Relief
L'organisation du relief de l'Union est complexe. La disposition du relief détermine, en partie, les localisations humaines et économiques de l'Union.
Les milieux naturels d'Europe ont souffert de l'anthropisation. En dépit de la complexité du relief de l'Union, les distances ont depuis longtemps été réduites par les transports. Le point culminant est le Mont Blanc à la frontière entre la France et l'Italie qui culmine à 4 806 m d'altitude. Le fleuve Danube, premier fleuve de l'Union européenne bien qu'il ne soit pas entièrement dans ses frontières, est le vingt-septième plus long fleuve du monde en parcourant 2 875 km. Le lac Vänern, en Suède, est le premier lac de l'Union par sa superficie 5 650 km2 avec une profondeur maximale de 106 mètres.

Relief de l'Union européenne continentale.
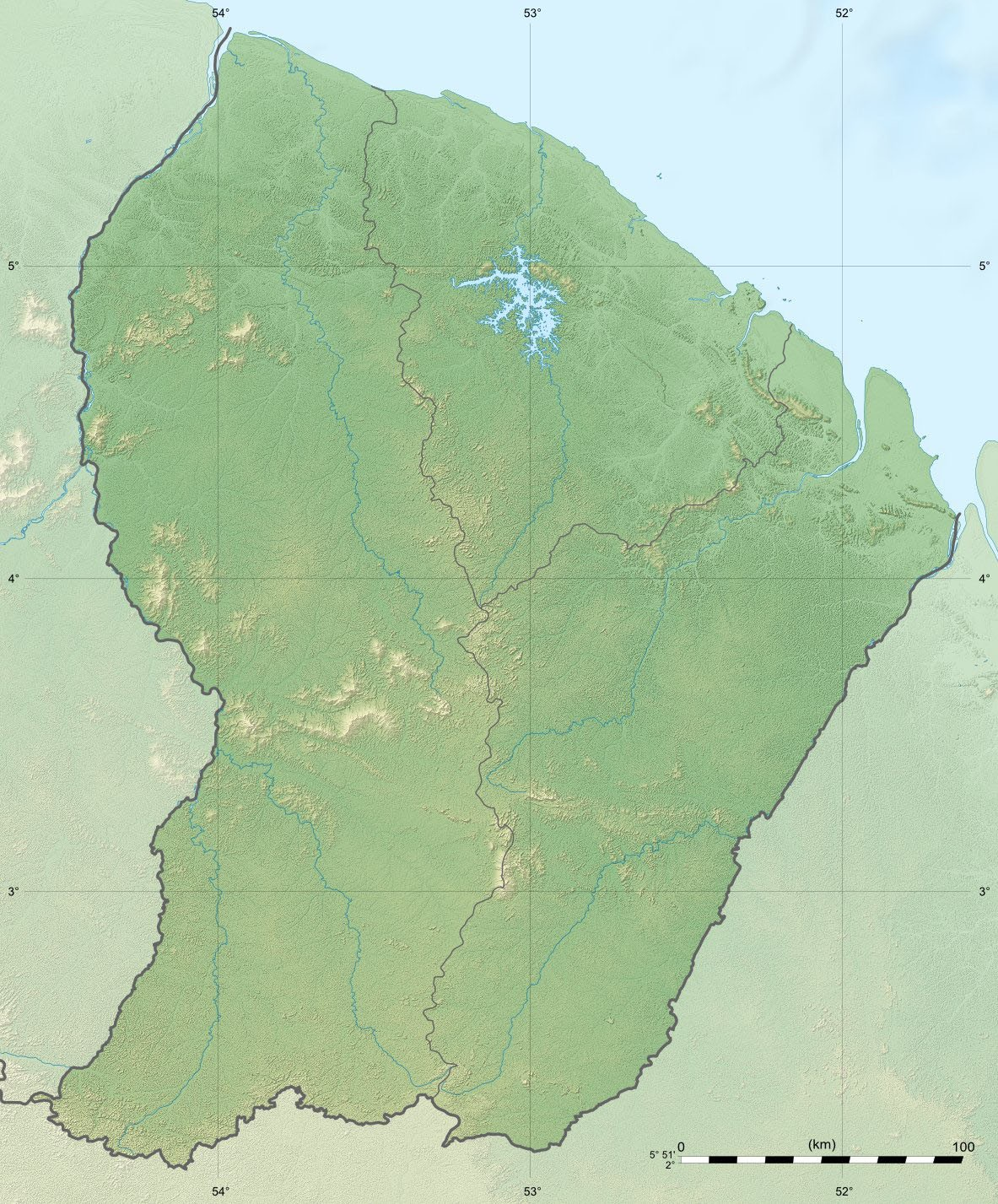
La Guyane.
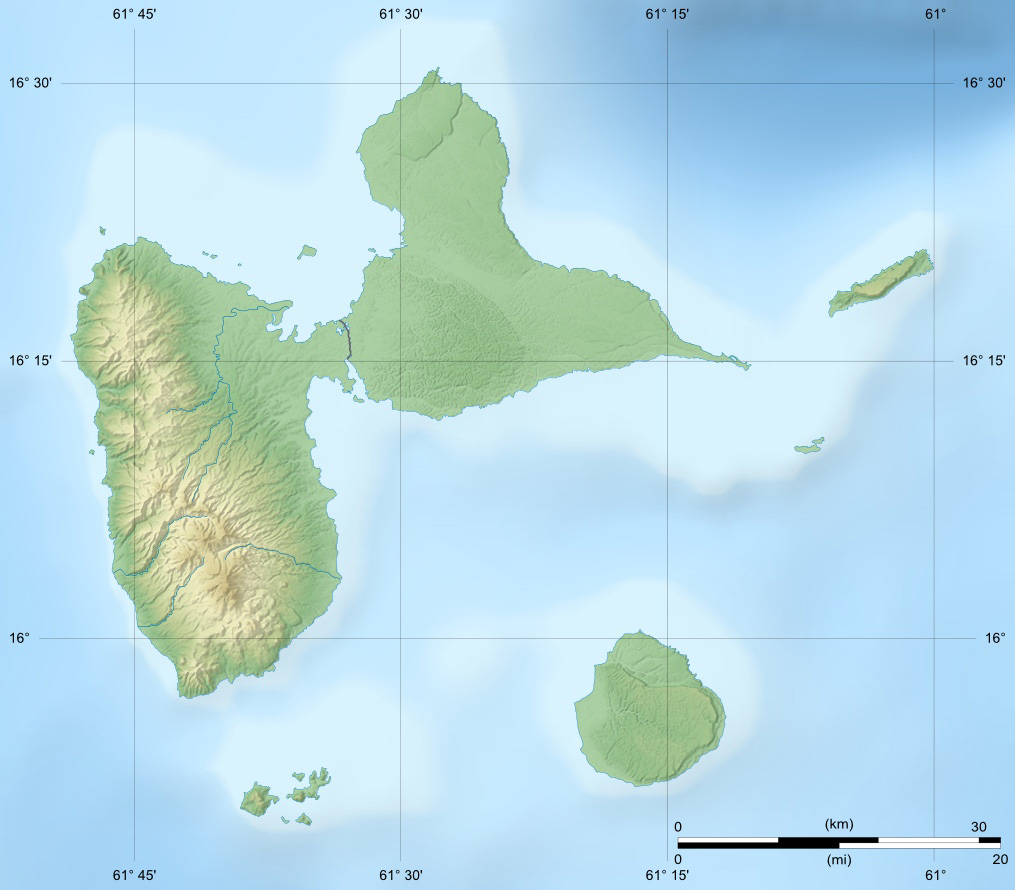
La Guadeloupe.
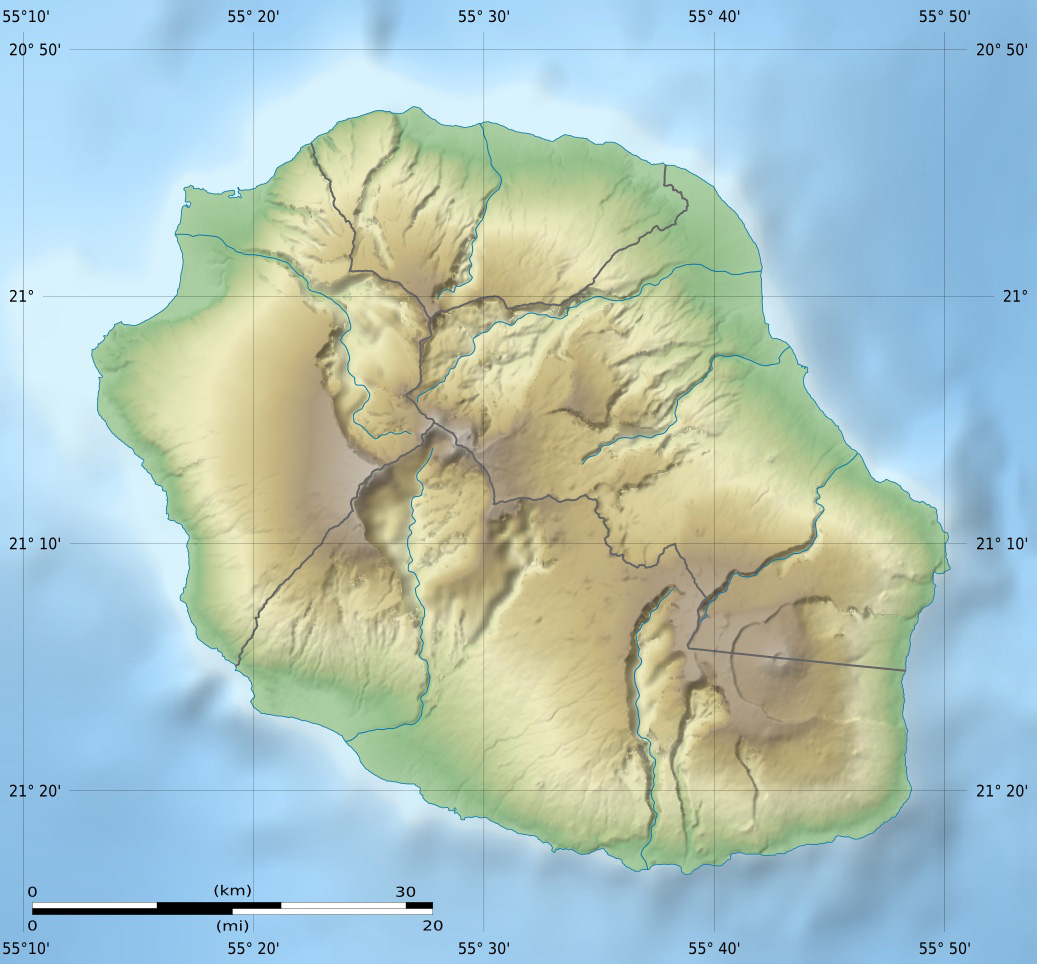
La Réunion.
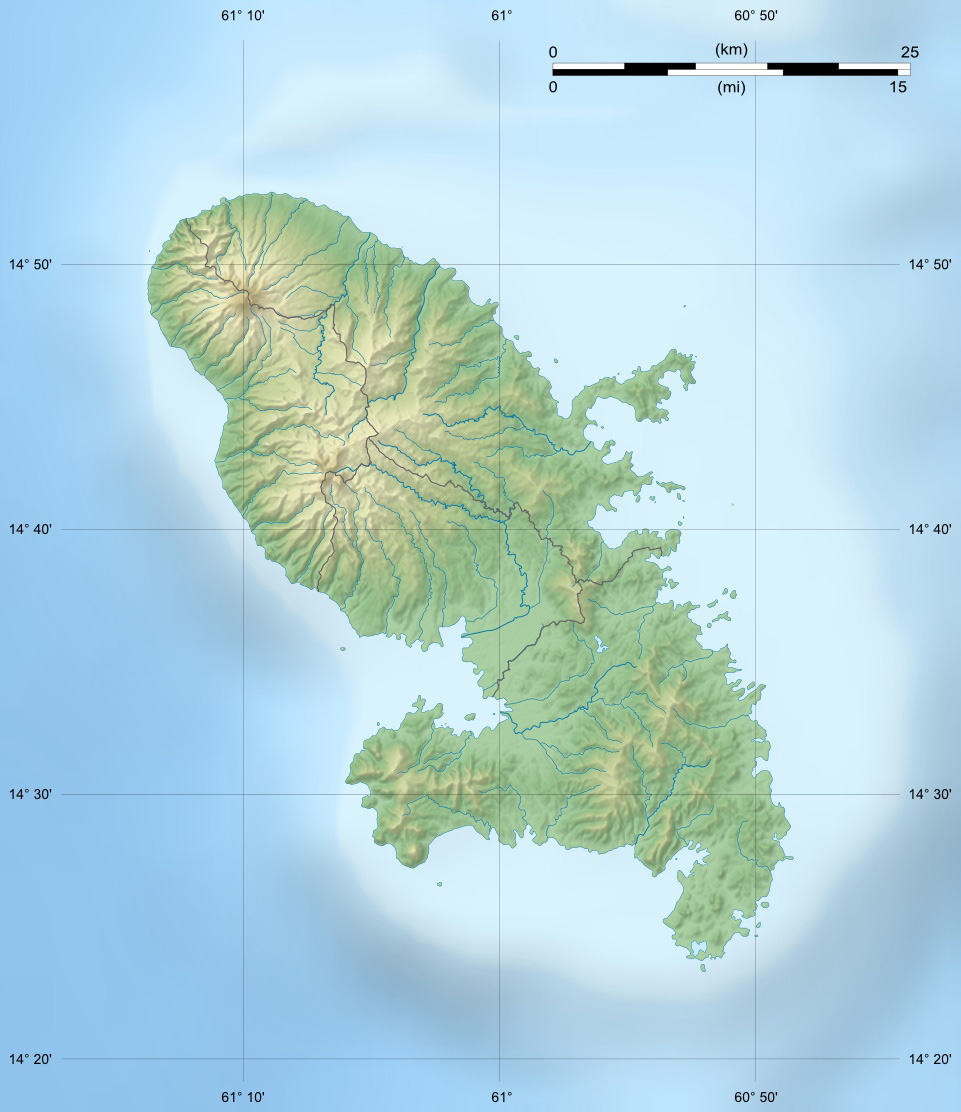
La Martinique.
Mayotte.
Madère.
Les Îles Canaries.
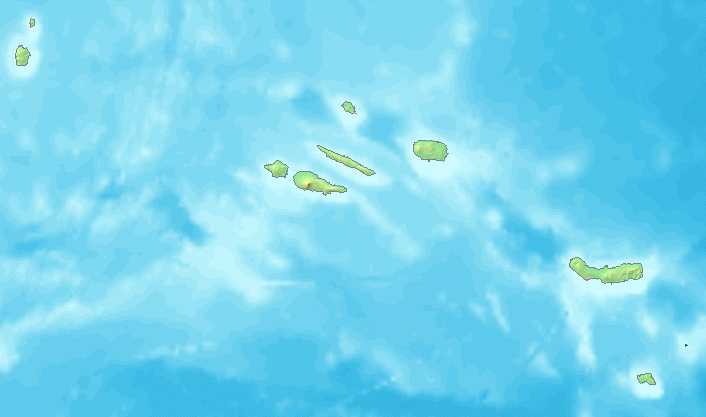
Les Açores.
Saint-Martin (seule la partie au nord de l'axe est-ouest est dans l'Union).

#### Péninsule scandinave
La Finlande ne fait pas partie de la péninsule scandinave, mais de la Fennoscandie ; plusieurs ensembles de relief, plus ou moins important, se succèdent du nord au sud : le premier est constitué par une partie des Alpes scandinaves. Situés en grande partie en Norvège, les contreforts des Alpes scandinaves s'étendent du nord de la Finlande, forment une courbe longeant la frontière avec la Norvège pour s'arrêter quelques kilomètres au nord du lac Vänern. La combinaison de la localisation septentrionale et de l'humidité de l'océan Atlantique proche a causé la formation de plusieurs champs de glace et de glaciers.
La Laponie se situe au nord de la Fennoscandie, et comprend le nord des Alpes scandinaves,. Plus au sud, le paysage reste plat notamment dans les plaines côtières de Finlande dites d'Ostrobotnie, vallonné de collines dans le centre et l'est,. Elle est, par endroits, montagneuse, mais généralement formée de vastes étendues assez planes. Cette région comporte des milliers de lacs, la plupart communiquant entre eux, et d'îles,. Le lac Saimaa, le deuxième plus grand de l'Union, s'y trouve. Dans le sud-ouest de la Finlande, et le long de la côte méridionale du golfe de Finlande se trouvent les îles, principalement dans l'archipel d'Åland. Le territoire de l'État est principalement occupé par les forêts boréales qui couvre environ 77 % du territoire finlandais. À l'inverse, le pays comporte assez peu de terres arables, lesquelles représentent seulement 9 % de la superficie du territoire.

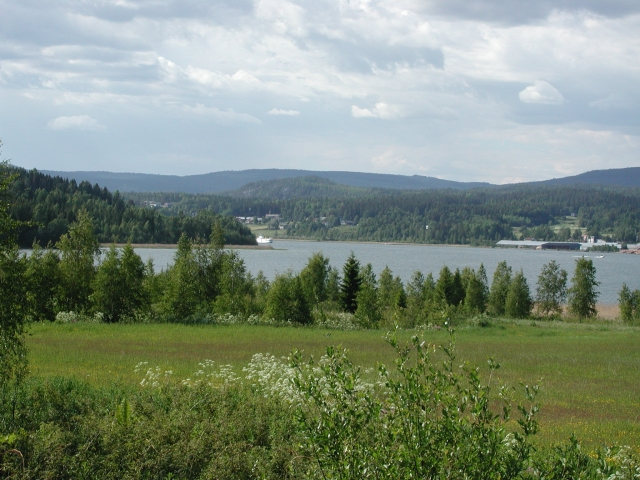
La Haute Côte en Suède.

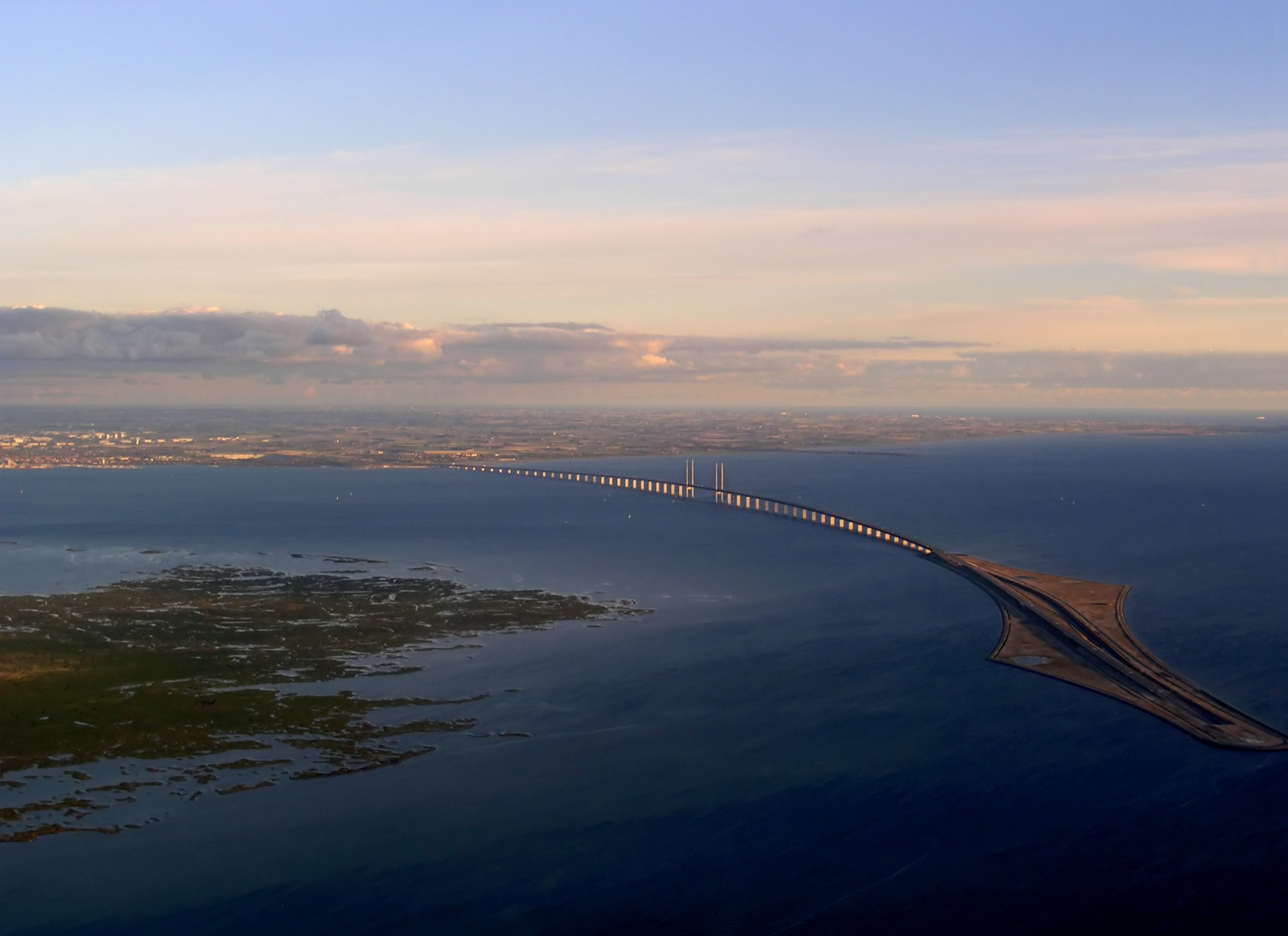
Le détroit d'Øresund avec le pont de l'Øresund et l'île Peberholm.

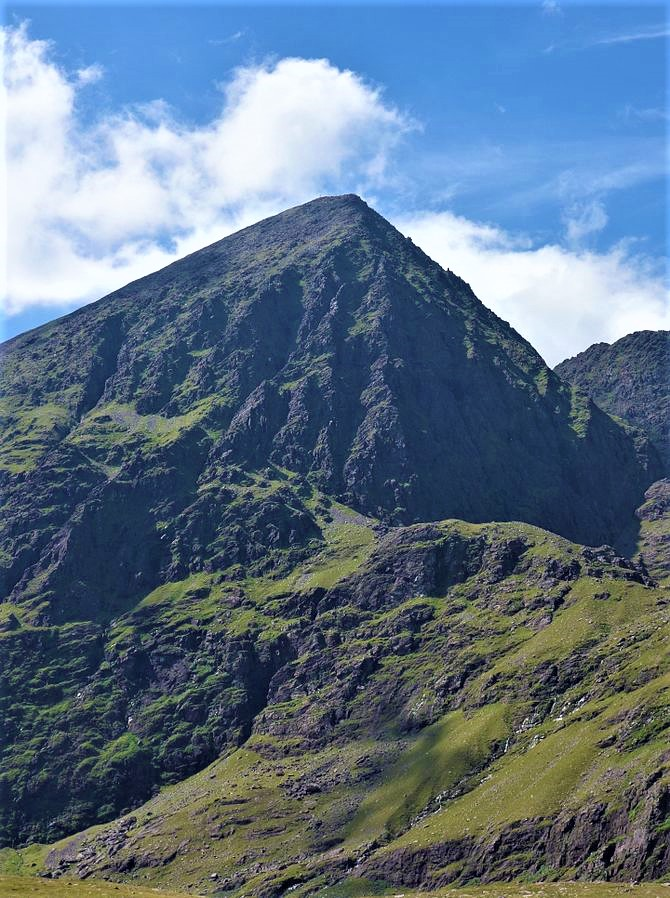
Le Carrauntuohil, le point culminant de l'île d'Irlande, avec ses 1038 mètres d'altitude.

Une petite partie de la côte suédoise du golfe de Botnie porte le nom de « Haute Côte », laquelle se soulève de plus de 9 mm par an. Ce rebond isostatique est un phénomène qui résulte de la fonte des glaciers. Il résulte de ce phénomène que, depuis 9 600 ans, le sol s'est élevé de 285 m, altitude à laquelle on peut trouver la ligne côtière la plus élevée formée à cette époque.
Au sud de la péninsule scandinave se trouvent les plaines du sud de la Suède. S'étendant d'abord sur un léger espace côtier face au golfe de Botnie (plus précisément la région côtière du Norrland), elles s'élargissent pour occuper l'ensemble du sud de la partie suédoise de la péninsule Scandinave. Plus au sud, l'espace occupé par les forêts diminue et la vocation agricole des sols apparait. La région est, à l'instar du sud de la Finlande, riche en lacs avec notamment le plus grand lac de l'Union, le lac Vänern.

#### Grandes plaines européennes
L'ensemble de plaines qui entre dans l'Union au niveau de la frontière avec la Russie s'appelle la grande plaine européenne. Celle-ci s'étend vers l'est, hors de l'Union européenne, jusqu'aux monts de l'Oural et vers l'ouest jusqu'au bassin aquitain. Celle-ci se subdivise, dans l'UE, en plusieurs sous-ensembles dont le premier, en partant du nord-est, est la plaine d'Europe orientale.

##### Pays baltes
Du golfe de Finlande au nord de la Pologne s'étend une petite partie de la plaine d'Europe orientale. Au niveau de l'Estonie, cette plaine est surtout marécageuses et est souvent inondée au printemps. De nombreux lacs s'y trouvent dont le lac Peïpous, à la frontière avec la Russie. Plus au sud, en Lettonie, se trouve le golfe de Riga, peu profond et partiellement isolé du reste de la Baltique par les îles estoniennes de Saaremaa et Hiiumaa. Le reste du territoire est plutôt plat, avec quelques collines à l'est. Le sud des pays baltes, en Lituanie, est accentué par les hautes terres de Samogitie et le bassin de la Niémen. Enfin, une partie des côtes lituaniennes se trouve sur une étroite bande de sable large de 0,4 à 4 km, l'isthme de Courlande.

##### Plaine européenne du Nord
Au nord de la Pologne commence la plaine européenne du Nord qui s'étend de la mer Baltique à la mer du Nord (où se trouvent notamment les lagons de la mer Baltique : les lagunes de Szczecin, de la Vistule et de Courlande) en passant par le Danemark ou elle est séparée de la plaine du sud de la Suède par le détroit d'Øresund. Au sud elle est délimitée par les hauts plateaux et les montagnes de Pologne, de République tchèque et d'Allemagne. Son relief est relativement plat, entrecoupé par les fleuves tels que la Vistule, l'Elbe ou le Rhin. À l'ouest, la plaine est prolongée par la plaine de Flandre, laquelle est parfois confondue avec la plaine européenne du Nord.

##### Espace côtier de l'Atlantique
Toujours plus à l'ouest, au-delà des collines d'Artois qui en constitue la limite, les plaines de Flandre sont prolongées par le bassin parisien comprenant le nord de la France, le Luxembourg et le sud-ouest de l'Allemagne, s'étalant du Massif armoricain jusqu'aux Vosges et aux Ardennes ainsi qu'au massif central. Le relief est principalement composé de plaines entrecoupées par des fleuves parmi lesquels se trouve la Seine, dont le bassin versant occupe le nord du bassin parisien. Plus au sud, une partie du bassin versant de la Loire est aussi comprise dans le bassin parisien.
Au sud-ouest de la France, limité au nord par le Massif armoricain et le Bassin parisien, à l'ouest par le golfe de Gascogne à l'est par le Massif central et au sud par la chaîne des Pyrénées, se trouve le Bassin aquitain. Il est traversé par la Garonne et l'Adour entre lesquels se trouve la Forêt des Landes. Cet espace constitue la limite sud-ouest de la grande plaine européenne.
Au nord de la limite composée par ces deux bassins se trouve le massif armoricain présentant un relief érodé dépassant rarement les 400 mètres d'altitude. Au large des côtes françaises, plus précisément du pas de Calais à la pointe bretonne, se trouve la Manche et par-delà les îles Britanniques : l'Irlande et la Grande-Bretagne. L'Irlande se présente sous la forme d'une grande plaine centrale entourée par une couronne de montagnes côtières dont seulement trois sommets dépassent les 1 000 m d'altitude.

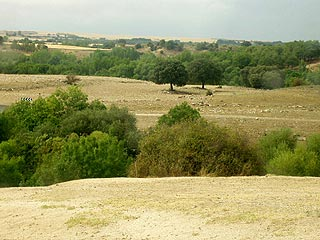
Paysage typique de Peñalba de Ávila.

#### Péninsule ibérique
Au sud du bassin aquitain se trouve la chaîne des Pyrénées qui s'étend du golfe de Gascogne au cap de Creus sur la Costa Brava. Plusieurs sommets dépassent les 3 000 m d'altitude (Pic d'Aneto, 3 404 m). La chaîne sépare les plaines du sud de la France des plateaux de la péninsule Ibérique. Cette dernière est composée d'un ensemble de boucliers, d'anciennes îles de la Téthys, compressées lors de l'orogenèse alpine entre des sédiments marins soulevés et plissés. Le massif de la Galice et du nord du Portugal est le fragment méridional du massif avallonien, dont le fragment septentrional est le massif Armoricain. Cette histoire géologique a formé un plateau central (la Meseta) entouré de chaînes plus élevées, les monts Cantabriques, les Pyrénées, ou encore la Sierra Nevada. Le reste de la péninsule étant principalement composé de hauts plateaux entrecoupés de vallées occupées par le cours de fleuves tel que l'Èbre, le Tage et le Guadalquivir dont l'embouchure crée une plaine littoral à l'ouest du détroit de Gibraltar.

#### Espace rhénan et chaîne des Alpes

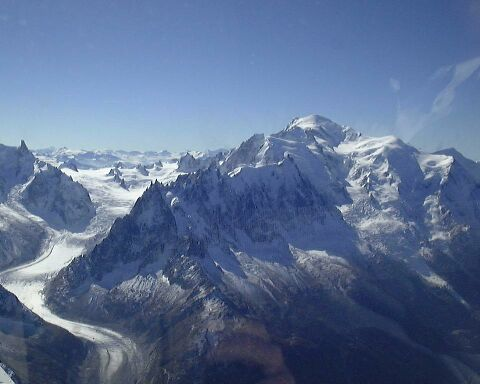
Vue du Mont Blanc (France).

Au centre de la France se trouve le Massif central, un massif hercynien composé de plateaux de moyenne altitude, inclinés du sud-est au nord-ouest (allant de plus de 1 500 m à seulement 300 à 400 mètres dans le Bas-Limousin), dénivelé par des failles, aéré par des bassins d'effondrement, entaillé par des gorges étroites et couvert de volcans. Il est limité au sud par le golfe du Lion et à l'ouest par le sillon rhodanien, un couloir vallonné creusé par le Rhône.
À l'est du Rhône se trouve la chaîne des Alpes, prolongée au sud-est par les Apennins, en Italie. La limite traditionnelle entre les deux massifs est située au col d'Altare (435 m), en Ligurie. Les Alpes peuvent être subdivisées en trois entités distinctes : les Alpes occidentales, de la Méditerranée au massif du Mont-Blanc, les Alpes centrales, du massif du Mont-Blanc au col du Brenner, et les Alpes orientales, du col du Brenner à Vienne.

#### Péninsule italienne

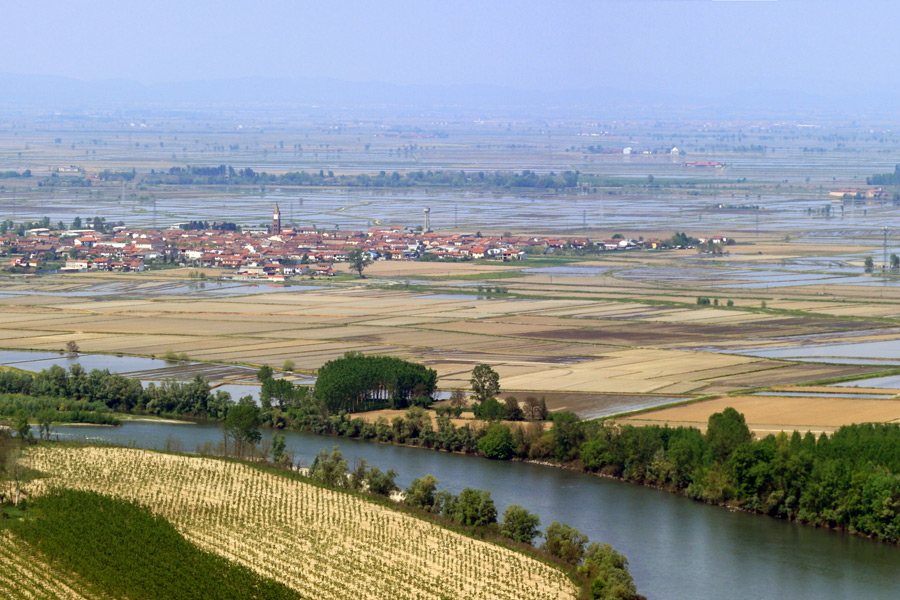
Vue des rizières et du Po depuis une colline de Montferrat.

La péninsule italienne, entourée par la mer, « prend racine » au pied des Alpes occidentales, dominés par le mont Blanc, qui s'étirent en forme d'arc de cercle le long de la frontière. Entre le versant sud des Alpes occidentales et le versant nord des Apennins, la plaine du Pô, ou plaine padane, est de loin la plus grande plaine de la péninsule. Elle est arrosée principalement par le Pô et ses affluents, mais recouvre aussi les basses vallées des fleuves côtiers de Vénétie : l'Adige, la Brenta, le Piave, le Tagliamento ; de Frioul-Vénétie Julienne avec l'Isonzo ; ou encore le bassin du Reno et des autres fleuves de l'Émilie-Romagne qui s'écoulent directement vers la mer Adriatique. De forme générale triangulaire, longue de 347 km, elle s'élargit vers l'est sur un front maritime de 270 km entre Rimini au sud et l'Isonzo au nord-est. On distingue la haute plaine au nord et la basse plaine au sud. Les Apennins forment un arc entre le golfe de Gênes, sur la Méditerranée et Naples sur la mer Tyrrhénienne, le centre de l'arc s'approchant de la côte est, au niveau de Rimini (mer Adriatique). La Sicile, prolongeant les Apennins, est séparé de la péninsule par le détroit de Messine. C'est sur cette île que se trouve l'Etna, le plus haut volcan européen et aussi l'un des plus actifs au monde,.

#### Alpes orientales et Carpates
Les Alpes occidentales sont prolongées par les Alpes orientales au sud desquels se trouve l'embouchure du Pô dans l'Adriatique. Au nord des Alpes orientales se trouvent notamment la panhandle constituée par le Vorarlberg et une partie du Tyrol, deux Bundesländer autrichiens. Plus au nord, dans la région entourant le tri-point Allemagne-Autriche-République tchèque, se trouvent les plateaux du centre de l'Union européenne. Au niveau de la frontière austro-hongroise, se trouve notamment l'Alpokalja, les Préalpes. Au nord de l'Alpokalja se trouvent les contreforts des Carpates qui commencent au niveau de la frontière entre la République tchèque et la Slovaquie, longent la frontière entre la Pologne et la Slovaquie, sortent de l'Union et y rentrent à nouveau au nord de la Roumanie pour occuper une grande partie du centre de la Roumanie. L'espace créé par la courbe du massif des Carpates est occupé par la plaine de Pannonie.

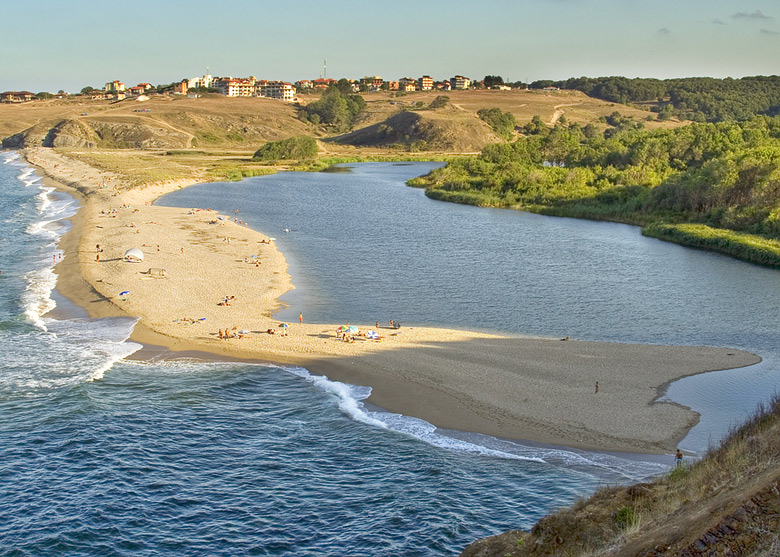
Embouchure de la Veleka sur la mer Noire.

#### Balkans
Au sud de l'Autriche, les Alpes se poursuivent en plusieurs ensembles au sein de la Slovénie avec les Alpes juliennes (frontière italo-slovène) et les Karavanke. Ces préalpes orientales méridionales sont suivies, au sud, par les Alpes dinariques, s'étendant, dans les Balkans, au sud de la plaine de Pannonie. Plus particulièrement, les hauts plateaux karstiques de Slovénie et de Croatie sont dans l'Union tel que le groupe de Trnovski gozd, le groupe de Snežnik-Risnjak, les plateaux de Carniole-Intérieure et Basse-Carniole et le groupe de Velika Kapela.
La bande côtière balkanique est celle de la Dalmatie, région très découpée comprenant 698 îles, 389 îlots et 78 récifs. Là, la côte de l'Union est divisée en deux parties du fait de la présence du port de Neum, seul accès à la mer de la Bosnie-Herzégovine.

#### Côte de la mer Noire
Au sud et au sud-est des Carpates se trouvent les plaines côtières de la mer Noire appelées plaines valaques à la frontière roumano-bulgare. Plus au sud, la Bulgarie est divisée en bande de montagnes et de plaines ou de plateaux d'orientation est-ouest,. Ainsi le plateau danubien succède à la plaine valaque, et précède le Grand Balkan,. Le versant sud du massif des Balkans débouche sur la plaine de Thrace et le bassin de Sofia. Approximativement de forme triangulaire, la plaine de Thrace débute à l'est des montagnes dominant Sofia et va vers l'est en s'élargissant jusqu'à la mer Noire. Elle inclut la vallée de Maritsa et les basses terres qui vont du fleuve à la mer Noire. Comme le plateau danubien, la plaine de Thrace, qui s'étend au sud de la Bulgarie et à l'est de la Grèce, est vallonnée.

#### Région grecque

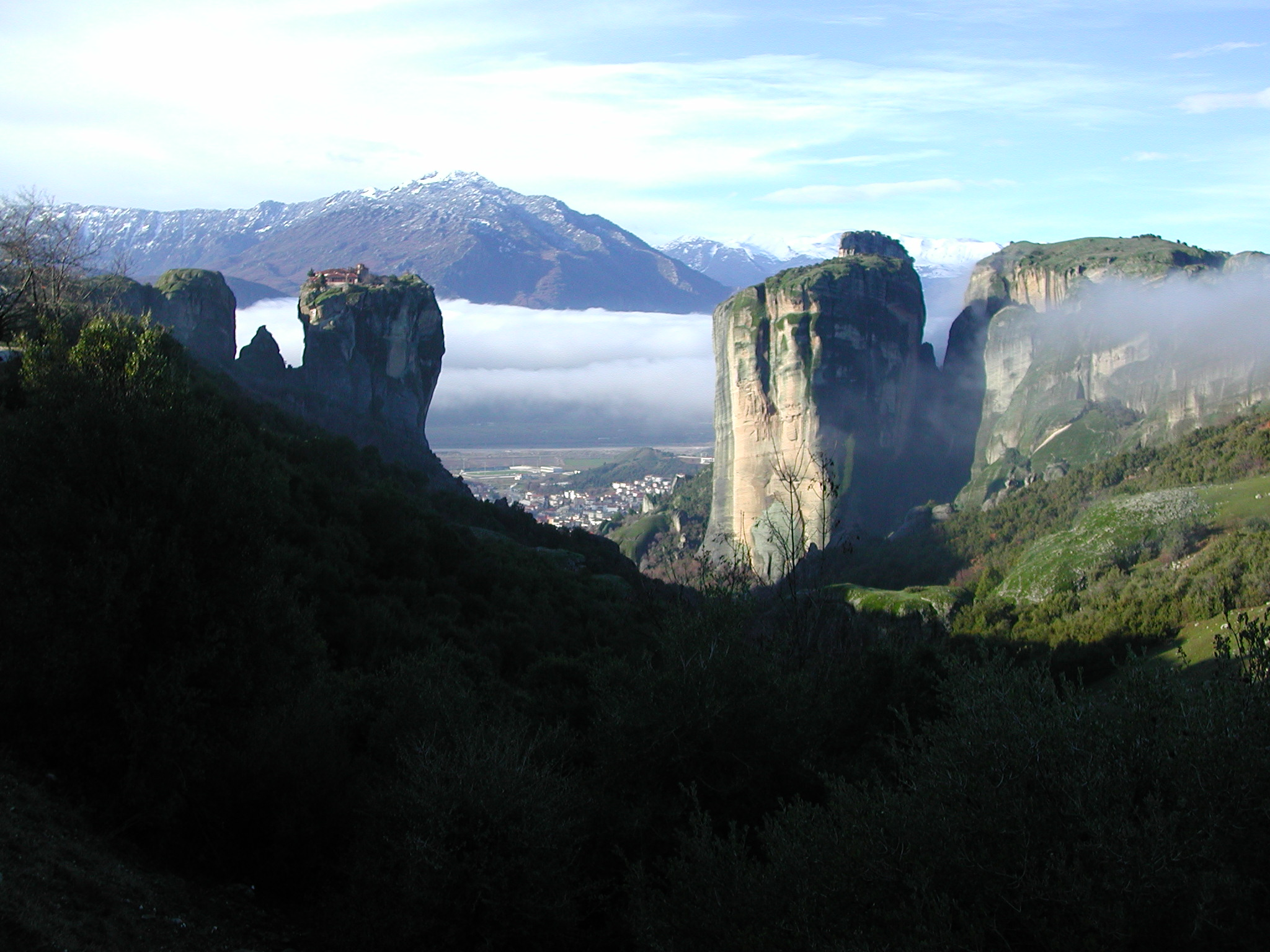
Les Météores où se trouvent les monastères du même nom.

À l'ouest de la Thrace, la plaine se prolonge en Macédoine-Centrale et en Thessalie bordé au nord par les Rhodopes. Plus à l'ouest de ces plaines côtières se trouvent les monts du Pinde qui forment la chaîne centrale du pays, avec une hauteur moyenne de 2 650 mètres. Les îles de la mer Égée, dont le nombre dépasse les 6 000, sont les pics de montagnes sous-marines qui sont une extension géologique des monts du Pinde. Ces monts sont de hauts sommets escarpés. On y trouve de nombreux canyons et autres paysages karstiques, dont les Météores et les gorges de Vikos. Ces gorges sont d'ailleurs les plus grandes au monde, plongeant à plus de 1 112 mètres.

#### Îles de la Méditerranée
En mer Méditerranée, dans le bassin occidental, se trouvent les îles de la Corse et de la Sardaigne. La Sicile délimite les deux bassins méditerranéens. À l'est se trouve notamment Malte puis la Crète, une île montagneuse de forme étirée (260 km d'est en ouest et maximum 60 km nord-sud). À l'extrême est de la Méditerranée se trouve Chypre caractérisé par deux massifs montagneux : l'un au sud-ouest, le massif du Troodos ; l'autre au nord, s'étalant d'ouest en est, le chaîne de Kyrenia qui se prolonge pour former un long cap, le cap Saint-André.

#### Outre-mer

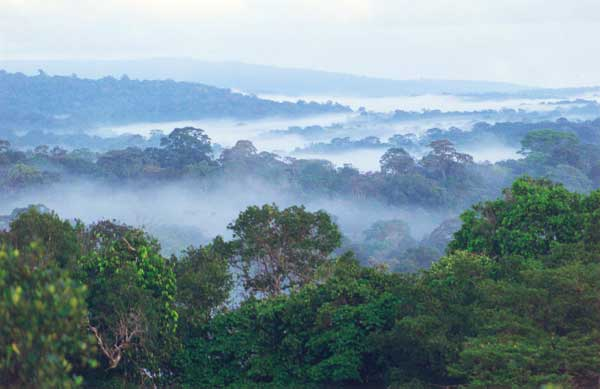
Butte rocheuse d'où l'on voit la forêt tropicale guyanaise.

Dans l'océan Atlantique se trouvent trois archipels-régions ultrapériphériques. L'archipel des Canaries, à environ 500 km au nord du tropique du Cancer et à 97 km côtes marocaines, est composé de sept îles principales et d'autres îles et rochers de taille variable. La plupart de ces îles ont un relief marqué par l'activité volcanique de l'archipel. Environ 450 km au nord, se trouve l'archipel de Madère dont l'île principale, du même nom, représente 90 % de la superficie totale. Cet archipel, lui aussi d'origine volcanique, présente une surface érodée. Au nord-ouest de Madère, à environ 900 km, et à environ 1 500 km à l'est de Lisbonne (presque sur la même latitude) se trouve l'archipel des Açores d'origine volcanique.
De l'autre côté de l'Atlantique, la Guyane est la plus grande des régions ultrapériphériques. Son relief est peu marqué, l'altitude variant la plupart du temps entre 100 et 200 mètres. Le nord, sur la côte Caraïbe, marque le commencement de la plaine côtière laquelle s'étend sur 15 à 50 km vers l'intérieur des terres. C'est une plaine alluviale, plus ou moins inondable d'une altitude le plus souvent inférieure à 30 mètres. Au-delà, jusqu'à la frontière avec le Brésil, se trouvent les « terres hautes » qui se développent sur le plateau des Guyanes et représentent près de 95 % du territoire. L'absence de mouvement tectonique depuis l'ère primaire et l'érosion importante qu'il a subie ont sculpté des formes de relief diverses.
Au nord de la Guyane se trouve la zone Caraïbe où sont les régions ultrapériphériques dépendantes de la France, du nord au sud : la Martinique, île au relief accidenté réparti en deux zones, d'une part, une zone située au nord d'un axe Fort-de-France - Le Robert, qui constitue la partie la plus montagneuse et sauvage de l'île, domaine de la forêt tropicale, et, d'autre part, une zone située au sud de cet axe, moins accidentée, plus sèche avec notamment la Savane des pétrifications ; la Guadeloupe est divisée entre la Basse-Terre à l'ouest, 848 km2, montagneuse et recouverte d'une forêt tropicale très dense du nord au sud, où abondent de nombreuses rivières et cascades, et la Grande-Terre à l'est, 586 km2, est plate et aride. L'eau douce de consommation y est amenée de l'île de Basse-Terre par des canalisations sous le pont traversant la Rivière Salée qui sépare les deux terres. Plus au nord se trouve l'île de Saint-Martin.
De l'autre côté du continent africain, baigné par l'océan Indien, se trouve un autre territoire de l'Union, La Réunion dont l'intérieur du territoire est très accidenté. La roche volcanique est progressivement érodée par les précipitations tropicales. Le point culminant est le Piton des Neiges qui culmine à 3 069 m. L'érosion a creusé trois cirques naturels dans ce volcan éteint : Cilaos, Mafate, Salazie. Le reste de l'île reste très escarpé, spécialement dans les Hauts où l'on retrouve de nombreuses rivières et des cascades qui creusent des ravines profondes. La plus haute cascade de l'Union, le Trou de Fer, s'y trouve avec 725 m.
Plus au nord, à l'entrée du canal du Mozambique, se trouve Mayotte, composée de plusieurs îles et îlots couverts d'une importante végétation. Les deux plus grandes sont Grande-Terre et Pamandzi (ou Petite Terre) entourées par un lagon de 1 100 km2 (un des plus grands du monde) formé par un récif de corail de 160 km de long, qui entoure la quasi-totalité de l'île à l'exception d'une douzaine de passes, dont une à l'est appelée Passe en S. Le lagon est parsemé d'une centaine d'îlots coralliens.

### Hydrographie

#### Eaux courantes
Les eaux courantes varient en fonction des données climatiques, topographiques et géologiques. Il existe six grands bassins de drainage dans l'Union, qui correspondent aux lignes de partage des eaux entre l'océan Atlantique, la mer du Nord, la mer Baltique, la mer Noire, et les bassins méditerranéens occidentaux et orientaux. Le principal système fluvial, celui du Danube, se jette dans la mer Noire. Sa longueur dépasse les 2 800 km. Son bassin hydrographique est le deuxième plus grand d'Europe après celui de la Volga, avec une superficie totale de 805 000 km2, soit plus d'un cinquième du territoire de l'Union. Relié au Rhin par le canal Rhin-Main-Danube, l'ensemble constitue un réseau navigable de plus de 4 000 km entre la mer du Nord et la mer Noire. Son principal affluent, la Tisza, est long de 965 km.
Le Rhin est le deuxième plus grand fleuve de l'Union européenne avec une longueur dépassant les 1 200 km. Il présente la particularité d'être classé parmi les « eaux internationales » de Bâle à la mer du Nord, ce qui donne à la Suisse un accès direct à la mer,. Ce classement date de 1868 lorsque fut signée la convention de Mannheim qui créa la Commission centrale pour la navigation du Rhin.
Quatre autres fleuves ont une longueur supérieure à 1 000 km : l'Elbe, la Vistule, la Loire et le Tage. L'Elbe parcourt environ 1 094 km entre les monts des Géants et la mer des Wadden (mer côtière de la mer du Nord). La Vistule, longue de 1 047 km, prend sa source dans les Beskides et se jette dans la Baltique. La Loire prend sa source au mont Gerbier de Jonc et, après un parcours de 1 013 km, se jette dans l'Atlantique. Elle a un régime pluvio-nival ce qui la rend en partie non navigable. Le Tage, long de 1 006 km, prend sa source à Albarracín (plus précisément Fuente de García) et se jette dans l'Atlantique.
Les plus grandes chutes d'eau de l'Union se trouvent principalement outre-mer. L'île de La Réunion en compte deux dépassant les 400 mètres de hauteur : la plus haute est celle du Trou de Fer avec ses 725 m, la seconde, la cascade Blanche, est haute de 640 m. Viennent ensuite les chutes d'eau de l'Union européenne continentale, la plus importante étant celle de Savica (571 m) en Slovénie suivie des Walcherfall (500 m) en Autriche, de Röthbachfall (470 m) en Allemagne, la cascade de Gavarnie (422 m) et la cascade du Moulin-Marquis (400 m) en France.

Ligne de partage des eaux dans l'Union européenne.
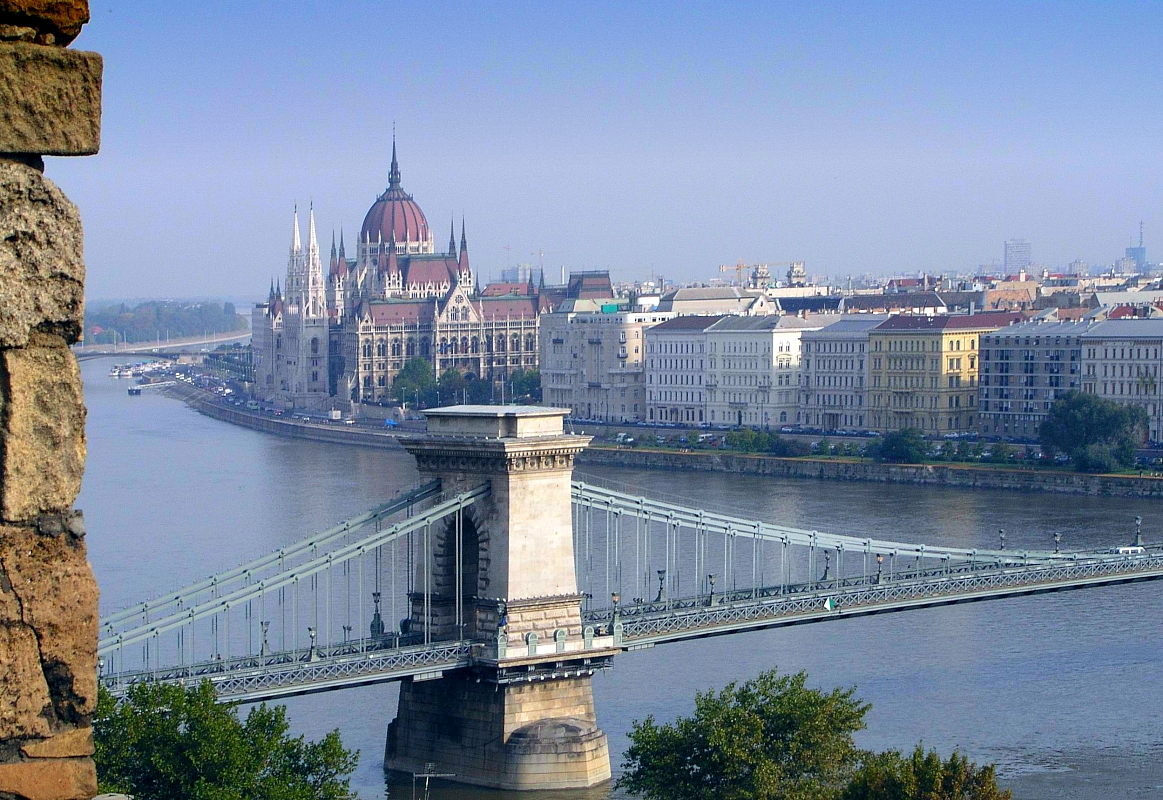
Le Danube, ici à Budapest, est le plus long fleuve de l'Union européenne.
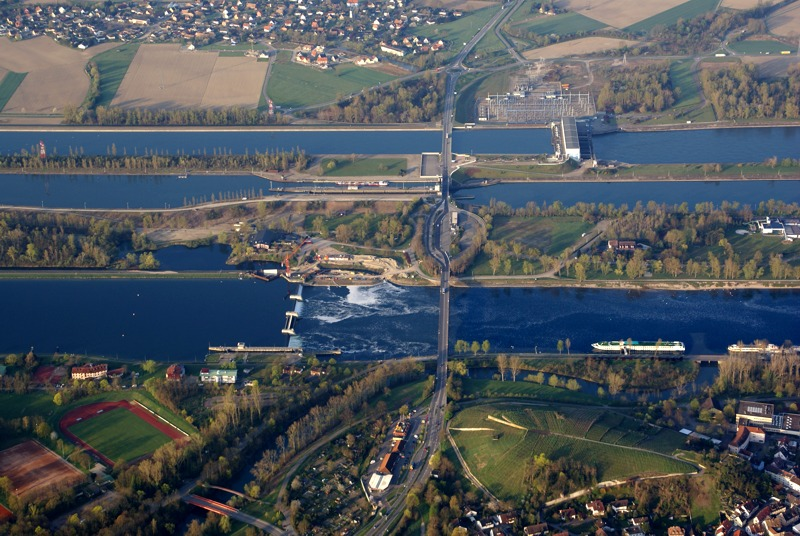
Le Rhin est un fleuve très artificialisé en dépit des efforts de renaturation.
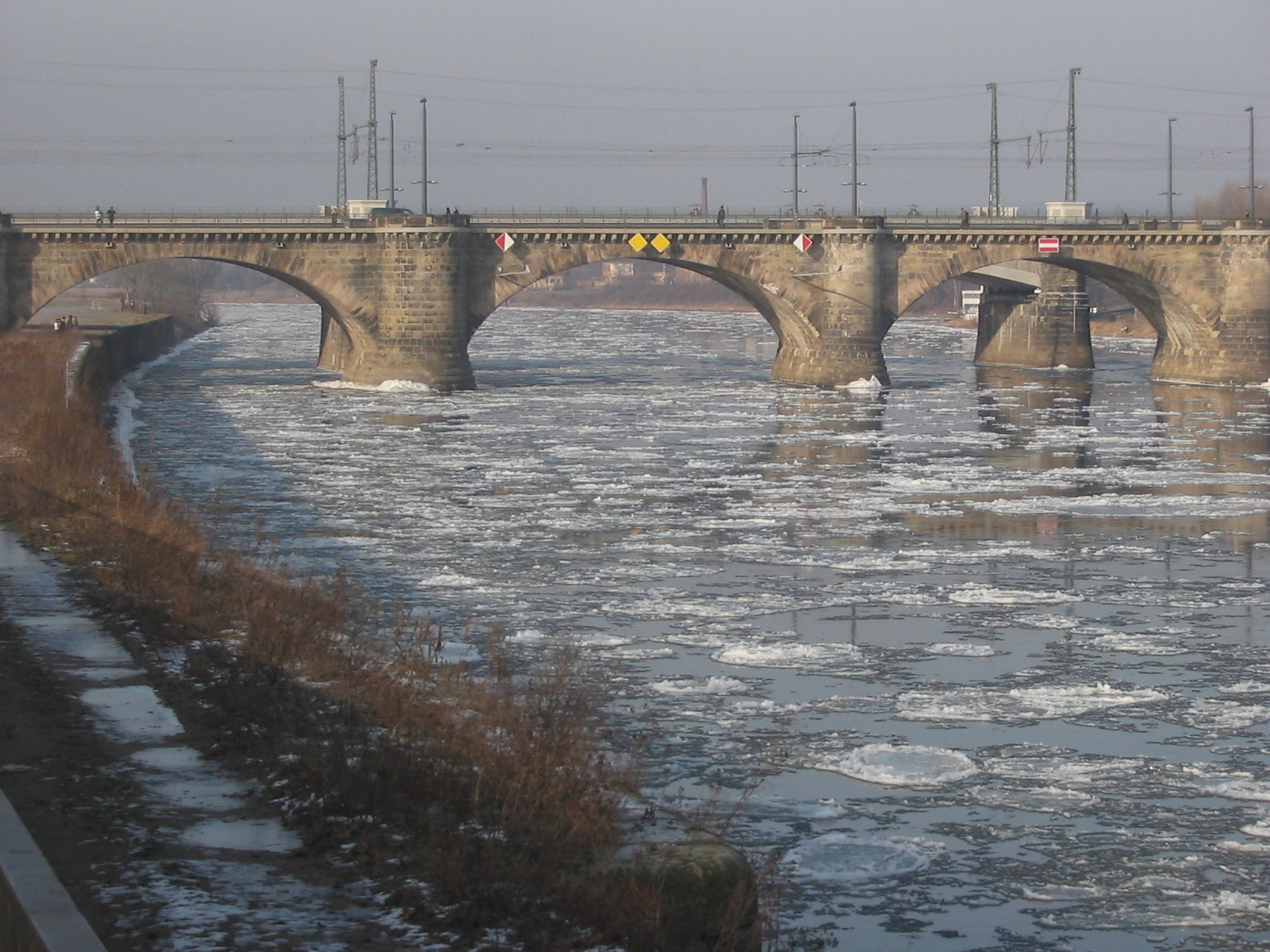
L'Elbe à Dresde.
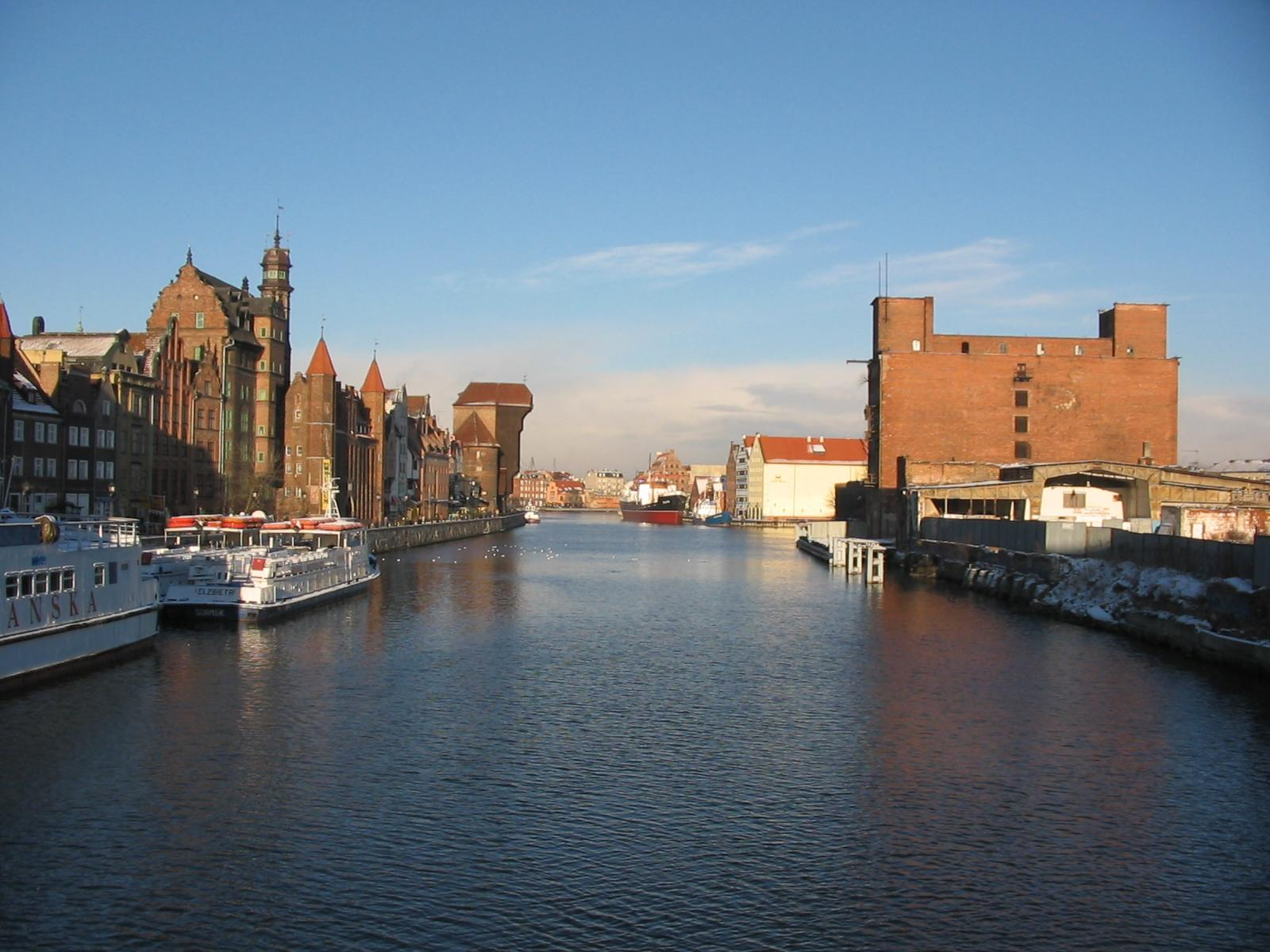
La Vistule à Gdańsk.
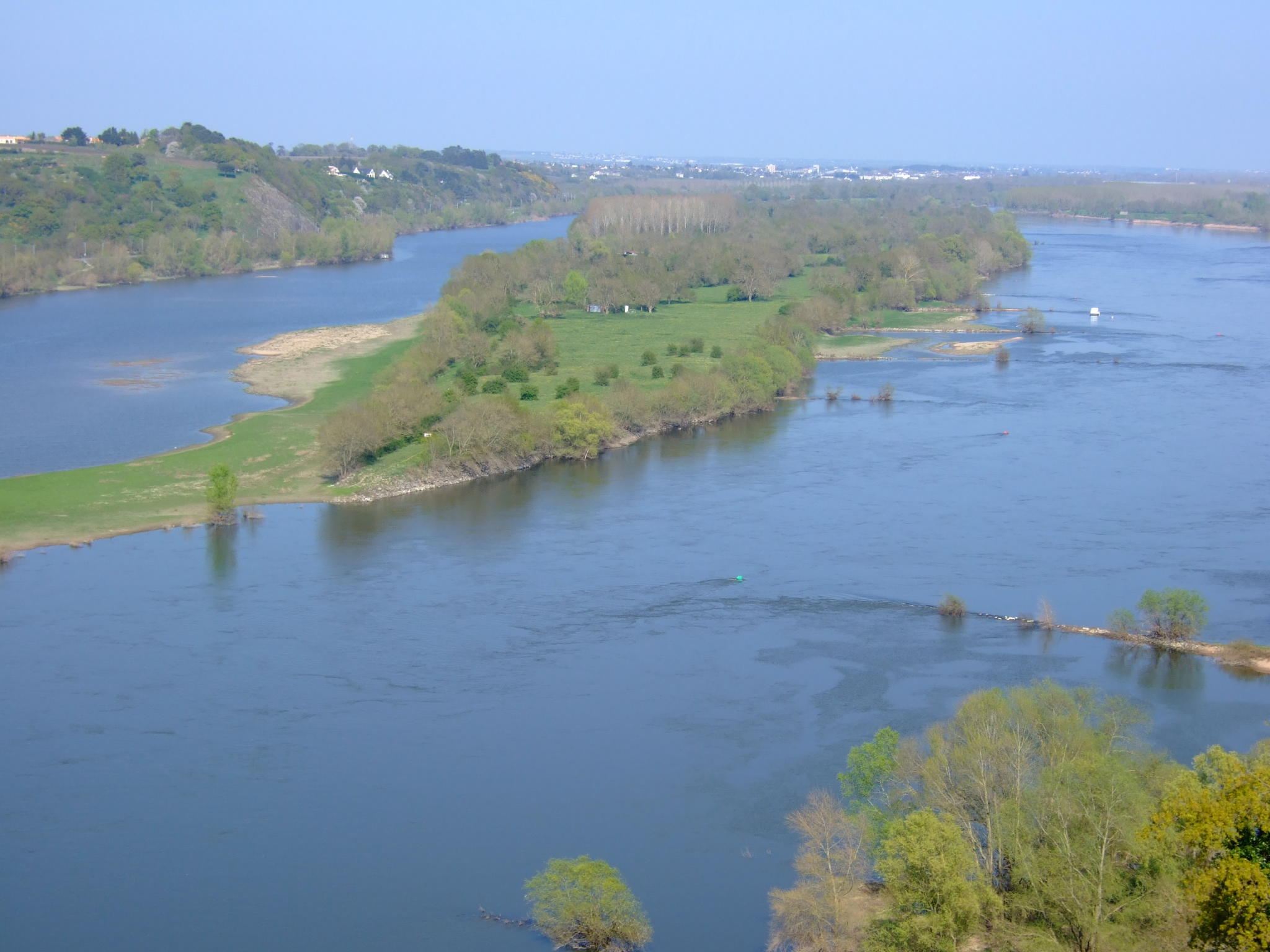
La Loire à Champtoceaux.
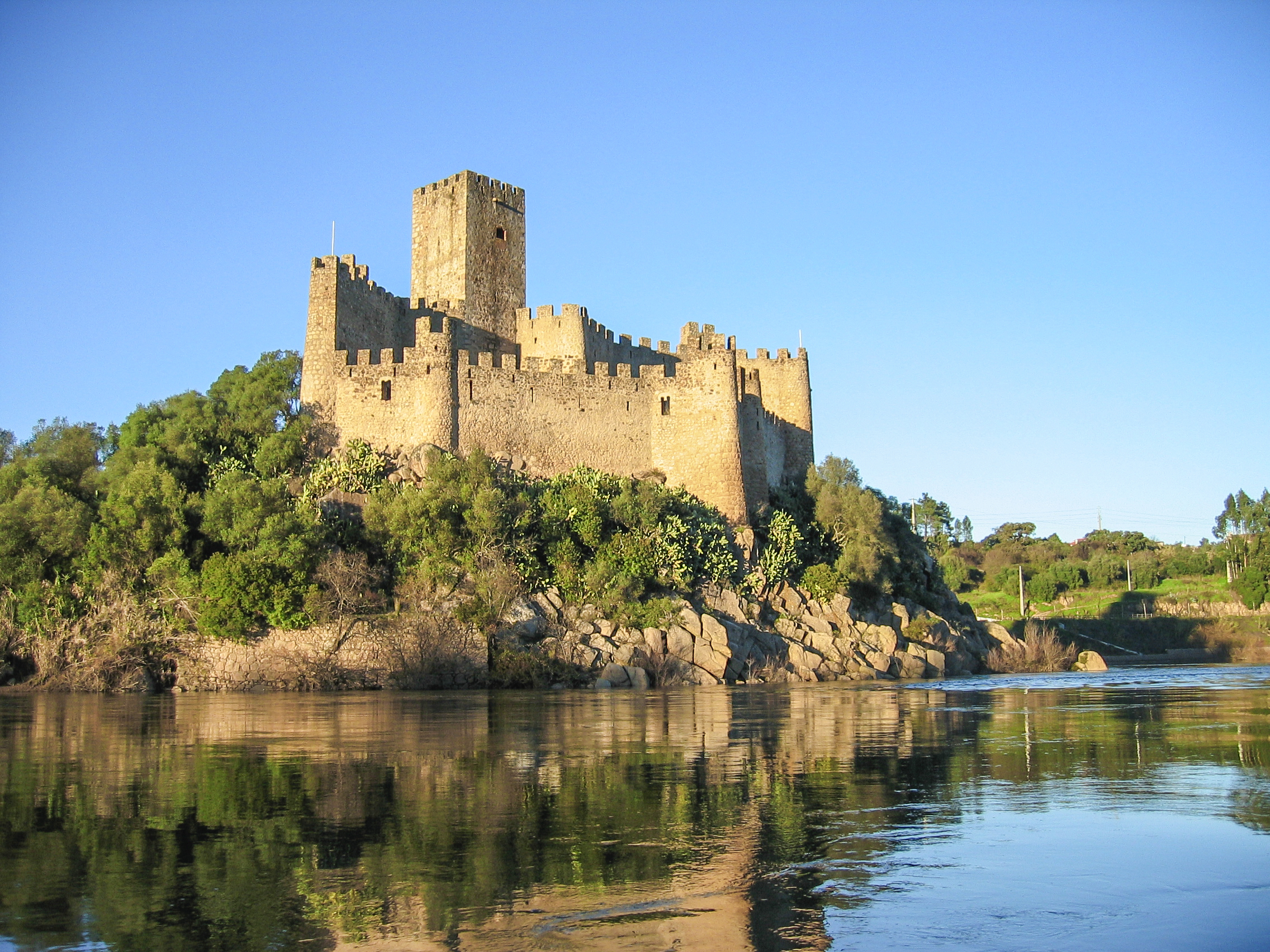
Le Tage près du château d'Almourol.

#### Eaux stables
De nombreux lacs se trouvent dans l'Union notamment le système lacustre présent en Suède ou encore en Finlande. Le plus grand des lacs de l'Union européenne est le lac Vänern situé au sud de la Suède. Il couvre une superficie de 5 648 km2 et a un volume de 153 km3.
Les eaux stables dépendent des précipitations, de l'alimentation par les cours d'eau ou encore de la couverture végétale. Les nappes phréatiques et les aquifères sont conditionnés par la géologie et l'histoire climatique de la région. Le système lacustre de Finlande couvre une superficie correspondant à un taux de surface de 10 % du territoire. Ces lacs sont reliés entre eux par un système complexe d'affluents et d'émissaires. Le deuxième lac de l'Union européenne s'y trouve, le lac Saimaa, avec 4 400 km2, subdivisé en plusieurs bassins dont le plus grand mesure 1 377 km2.
Dans la partie centrale de l'Union européenne, le plus grand lac est le lac Balaton en Hongrie avec une superficie de 592 km2. Dans la partie occidentale de l'Union, l'IJsselmeer, 1 100 km2, se distingue car il s'agit d'un lac des Pays-Bas qui était à l'origine un golfe de la mer de Wadden qui a été clos par la construction de l'Afsluitdijk et qui a depuis perdu sa salinité. Contigu à l'IJsselmeer se trouve le Markermeer, lui aussi un lac artificiel d'une superficie de 700 km2. Cependant, dans cette région, en dehors des lacs artificiels et du lac Léman – lequel est partagé entre la France et la Suisse et dont seulement 40,47 % soit 234,71 km2 sont dans l'Union, le plus grand lac est le lac de Constance dont la superficie est de 536 km2. Les frontières entre l'Allemagne, l'Autriche (et donc de l'Union) et la Suisse n'ont jamais été définis dans ce lac, le partage entre les juridictions est donc imprécis,,.

#### Eaux littorales

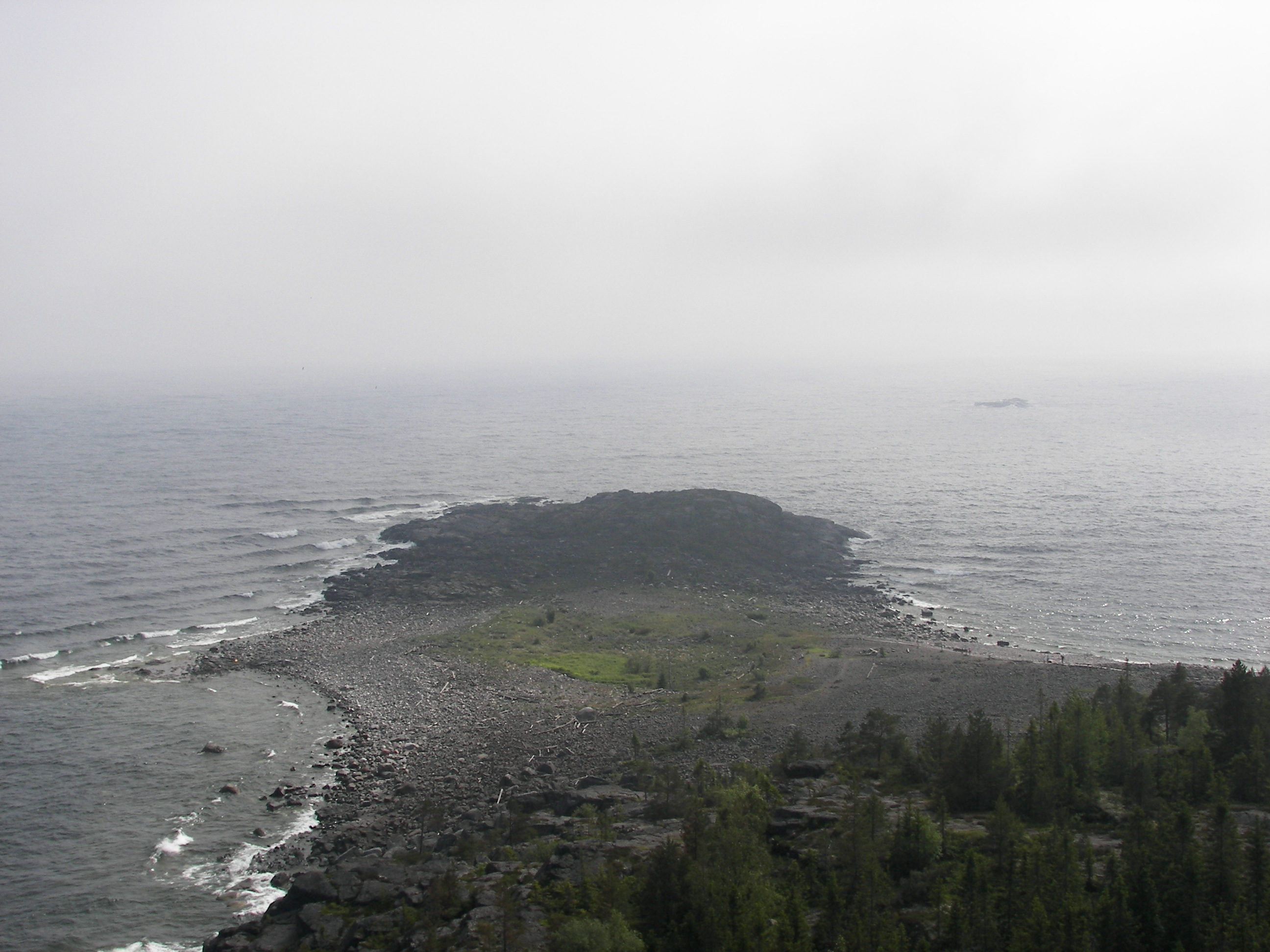
Klubudden vu depuis le phare de Högbonden.

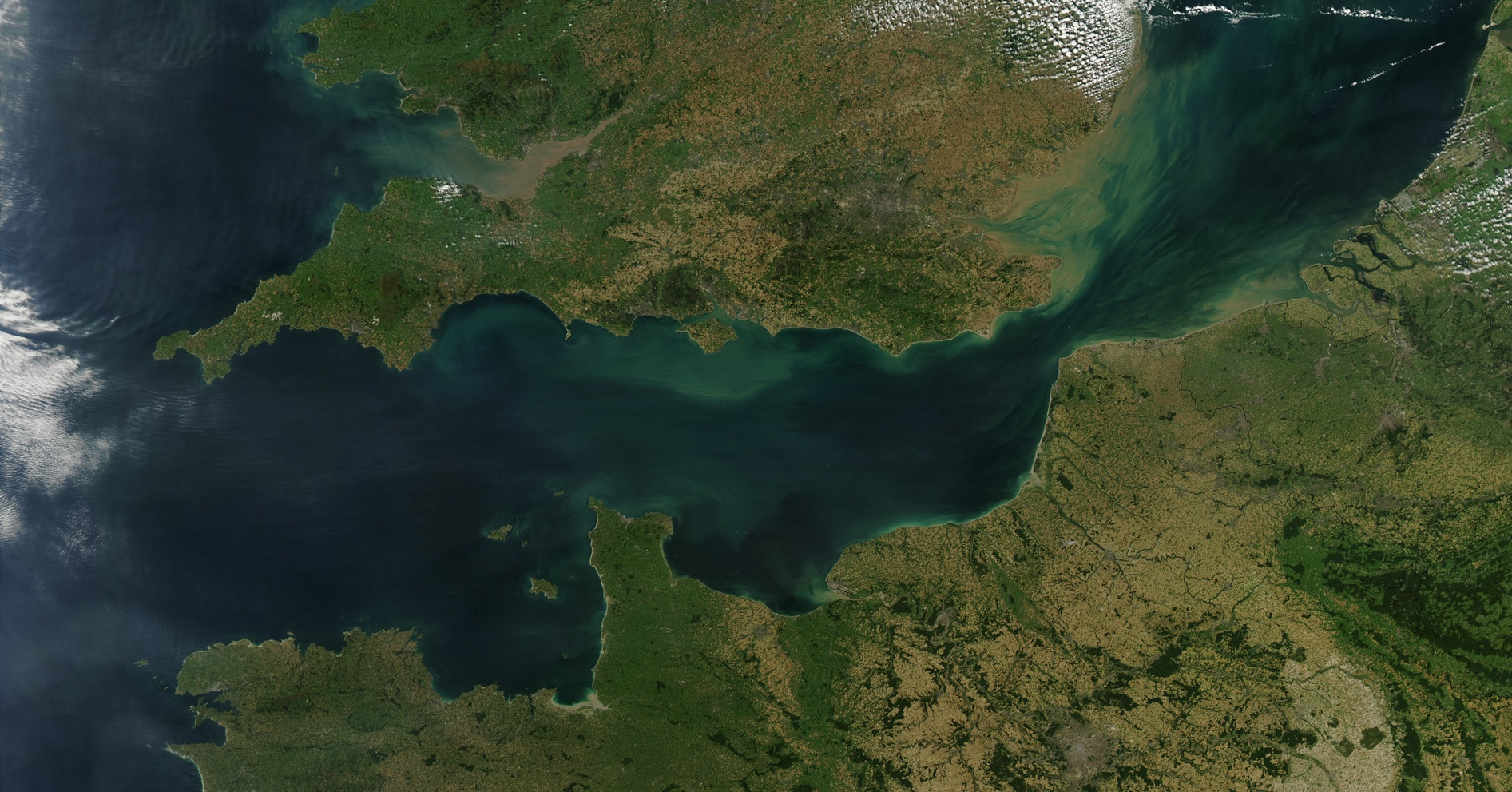
Vue satellite de la Manche.

Avec 65 992,9 km de long, les côtes de l'Union européenne sont parmi les plus longues du monde, derrière celles du Canada. Les interfaces maritimes sont nombreuses : la mer Baltique, l'océan Atlantique, la mer du Nord, l'océan Atlantique, la mer Méditerranée, la mer Noire, la mer des Caraïbes, et l'océan Indien (La Réunion).
Le littoral est très découpé, avec de nombreux bras de mer s'enfonçant à l'intérieur des terres, des golfes de Botnie et de Finlande dans la Baltique et des îles du détroit d'Øresund au littoral atlantique, et du détroit de Gibraltar aux îles Égéennes. Partout le littoral est fragilisé par l'anthropisation bien que certaines initiatives soient prises par les États membres notamment en France avec le conservatoire du littoral, auquel l'Union apporte son concours, dont l'objectif est d'acquérir et de protéger un tiers du littoral français.
Les principaux courants s'approchant par l'océan Atlantique sont la dérive nord atlantique qui prolonge le Gulf Stream. Il se sépare en deux au large de l'Irlande, une partie continue son chemin vers le nord, l'autre devient le courant du Portugal, ce dernier est un courant qui prolonge la dérive nord atlantique sur un axe sud-est, il est prolongé par le courant des Canaries qui traverse les îles Canaries, le courant des Açores qui encercle les Açores et s'étend jusqu'au détroit de Gibraltar, le courant des Antilles qui concerne les Antilles françaises, et le Slope qui commence dans la mer Celtique, longe la côte ouest de l'Irlande, suit les Hébrides et part vers le nord.
La mer Méditerranée, quant à elle, ne présente pas un système régulier de circulation des eaux. Les courants sont principalement locaux et discontinus. L'eau atlantique pénètre dans la mer Méditerranée par le détroit de Gibraltar formant le courant algérien qui longe le sud des côtes espagnoles dans la mer d'Alboran. Au sud-est de la Sardaigne, une partie du courant part vers le nord, tandis que l'autre moitié continue sa route vers le détroit de Sicile. La partie qui va vers le nord longe alors les côtes de Sardaigne et de Corse pour arriver en mer Ligure. La partie du courant qui avait continué vers l'est se subdivise à nouveau en deux. La partie qui progresse vers le nord pénètre en mer tyrrhénienne et longe les côtes italiennes et se jette en mer Ligure ou elle forme le courant liguro-provençal,. Celui-ci longe les côtes italiennes, les côtes françaises au large de Nice, le golfe du Lion, les côtes catalanes et pénètre en mer des Baléares où il devient instable.
Dans la mer Égée, ou baignent les îles grecques, le courant provient principalement des Dardanelles et du Bosphore,. Le courant du Bosphore, d'une vitesse de 6 à 7 km/h, est difficile à remonter pour les navires allant de la mer Égée à la mer Noire.
Dans l'océan Indien, le principal courant affectant la région ultrapériphérique de la Réunion est la gyre de l'océan Indien, plus précisément le courant équatorial sud.

### Biodiversité

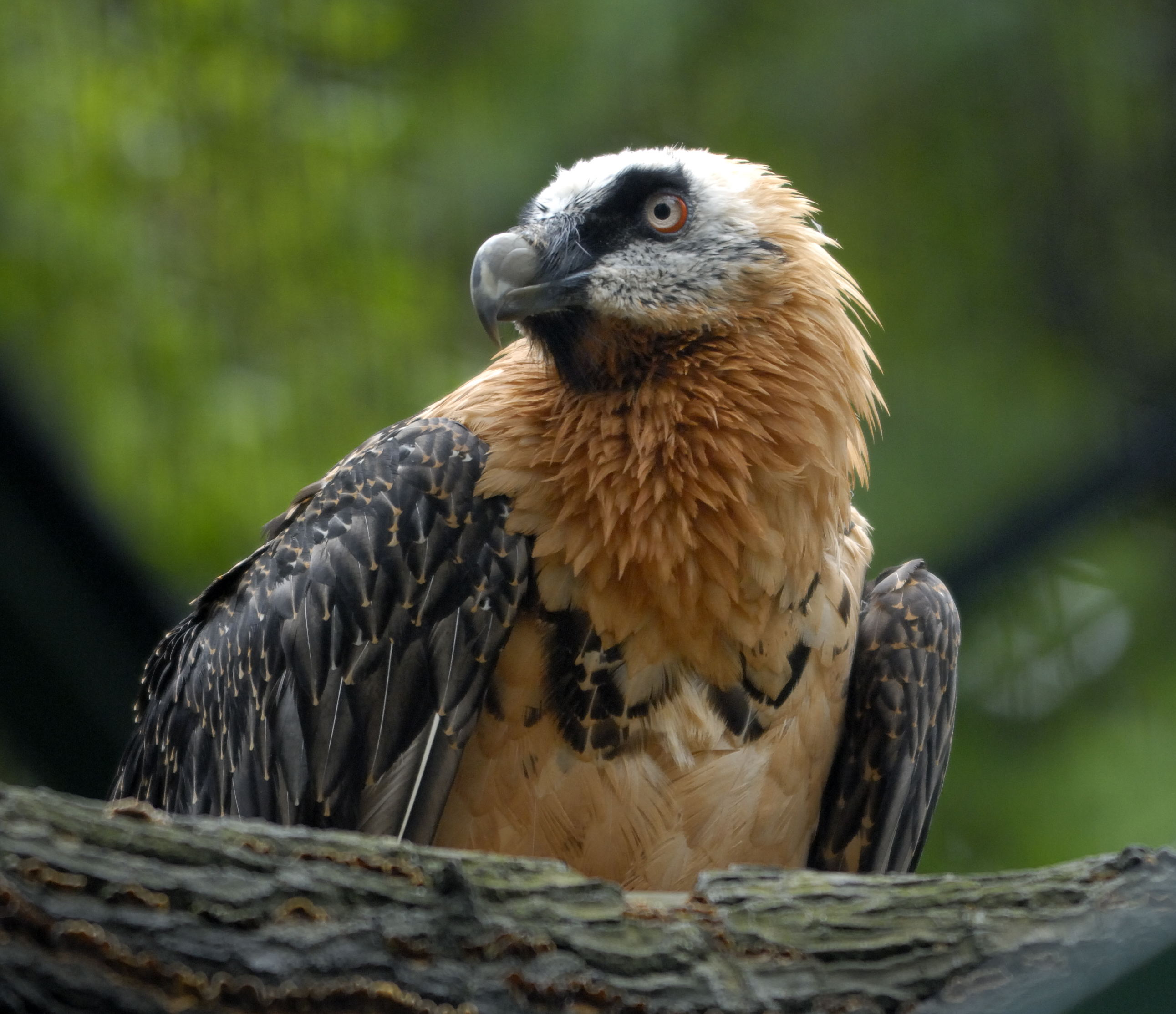
Un Gypaète barbu.

#### Faune
L'Union européenne abrite de nombreuses espèces telles que le cerf, l'élan, le bison, le sanglier, le loup ou l'ours brun. Cette dernière espèce, parmi d'autres, est en danger du fait de la réduction de son aire de répartition avec l'anthropisation.
Certaines espèces font l'objet de réintroduction dans certains habitats où ils avaient disparu. Parmi les réintroductions ayant eu lieu sur le continent européen se trouvent le lynx boréal (en France notamment),,, le bison d'Europe (France, Lituanie, Pologne, etc.), le castor d'Europe (Allemagne, Belgique, France, Pays-Bas, etc.), le gypaète barbu (Autriche, France et Italie), l'ibis chauve (Autriche et Espagne notamment),, l'outarde canepetière ou encore l'ours (France). Certaines espèces, jusqu'alors disparu d'une zone géographique, réapparaissent parfois par elle-même.
La Guyane française est le lieu de l'Union ou la biodiversité est la plus élevée (à titre d'exemple, sa faune représente 98 % de la faune vertébrée de France).

#### Flore

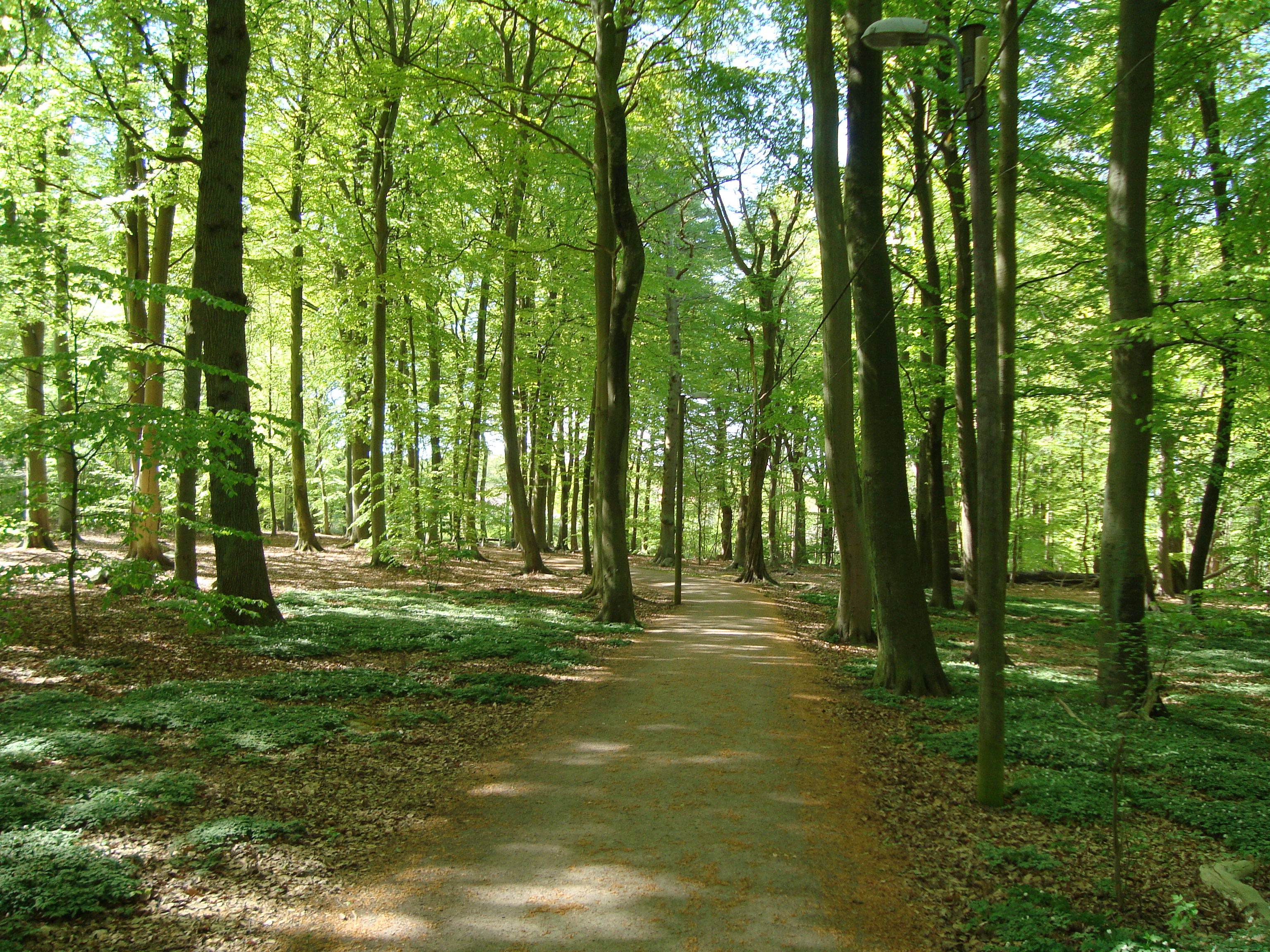
Une forêt en Suède.

Le territoire de l'Union était à l'origine majoritairement couvert de forêts. Cependant, du fait de l'expansion humaine, elle ne représente plus que 37,8 % du territoire et seules les forêts des régions de montagnes les plus septentrionales sont restées préservées. Actuellement l'UE est majoritairement couverte de forêts plantées par l'homme. La Finlande et la France sont les deux pays où les forêts couvrent une étendue très importante. Ces forêts peuvent être réparties en trois grands groupes : la zone de la forêt boréale de conifère, la zone tempérée fraîche et la zone subtropicale humide. Ces trois groupes peuvent comporter plusieurs subdivisions parmi lesquelles, dans la zone boréale : les forêts subarctiques de bouleau et les forêts boréales de conifères sempervirens (persistant) ; dans la zone tempérée fraîche : les forêts de feuillus à l'ouest de l'Union et les forêts en mélange de feuillus et conifères à l'est. On peut y inclure les zones de moyennes et hautes montagnes ; et dans la zone subtropicale avec les forêts sclérophylles méditerranéennes. Les zones pannoniennes et la steppe pontique sont peu voire pas boisées.
Enfin, en Guyane française abonde la végétation tropicale sud-américaine, laquelle représente à elle seule 96 % des plantes de France.

### Climat

#### Facteurs de répartition climatique

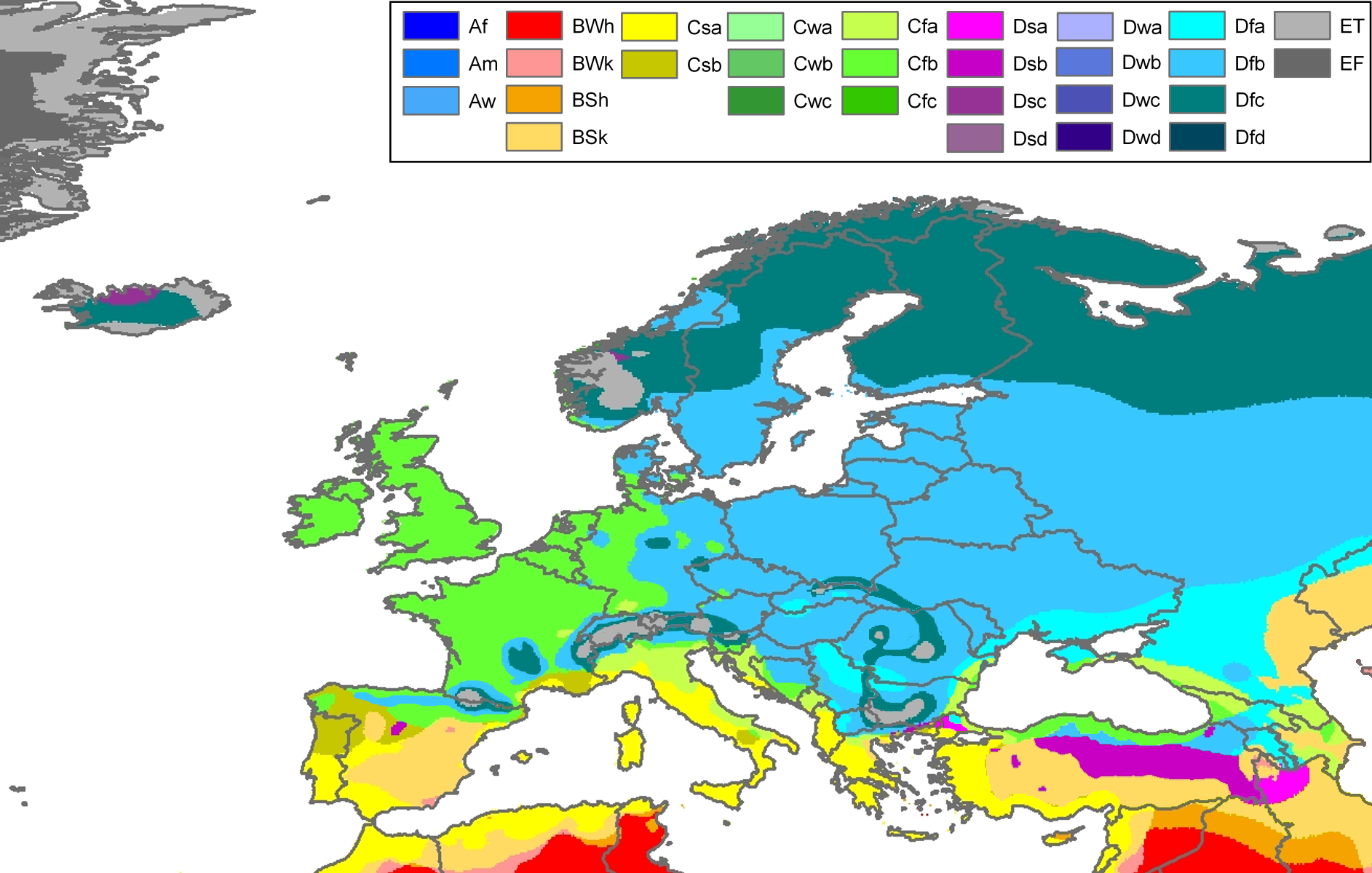
Les climats en Europe d'après la classification de Köppen-Geiger.
BWh: Climat désertique chaud
BWk: Climat désertique froid
BSh: Climat semi-aride chaud
BSk: Climat semi-aride froid
Csa: Climat méditerranéen subtropical
Csb: Climat méditerranéen tempéré
Cfa: Climat subtropical humide
Cfb: Climat océanique tempéré
Cfc: Climat océanique subarctique
Dsa: Climat continental tempéré avec des étés chauds et secs
Dsb: Climat continental tempéré avec des étés doux et secs
Dsc: Climat continental froid avec des étés frais et secs
Dsd: Climat subarctique avec des étés secs
Dfa: Climat continental humide avec des étés chauds
Dfb: Climat continental humide avec des étés doux
Dfc: Climat subarctique humide avec des étés frais
Dfd: Climat subarctique humide avec des étés froids
ET: Climat montagnard
EF: Climat polaire

Compte tenu de sa superficie et de son étalement en latitude du 35e au 69e parallèle nord, le territoire de l'Union européenne est une mosaïque de climats. La majeure partie de l'Union se trouve dans la zone tempérée, ce qui n'empêche pas les phénomènes climatiques extrêmes.
Seuls le climat des régions ultrapériphériques se distinguent du climat de l'Union européenne continentale. La prise en compte des climats de territoires non-membres de l'Union mais sous la souveraineté de certains États membres accentue les distinctions climatiques existantes. La répartition des climats dépend de plusieurs facteurs. L'Union européenne dispose d'une vaste zone côtière, et l'influence océanique atlantique et méditerranéenne contribuent à modérer les températures sur une bonne partie de l'Union.
Du fait de sa latitude, la majeure partie de l'Union est soumise à une masse d'air provenant de l'Atlantique. Ce flux d'ouest passe au-dessus de la dérive nord atlantique qui prolonge le courant chaud du Gulf Stream et ainsi se trouve ainsi adoucie. Ce flux n'est pas contrarié dans sa progression vers l'est du fait des grandes plaines ouvertes de l'Union. Ce flux tempéré est porteur de perturbations assurant des pluies régulières. En progressant dans les terres, la masse d'air subit les influences continentales et devient moins tempéré, s’asséchant petit à petit, et les précipitations deviennent irrégulières. Le record européen de pluviométrie (345,1 mm) a été enregistré le 30 juillet 1897 à la station de Nová Louka (près de Bílý Potok (Liberec), dans l'actuelle République tchèque). À l'est, le flux océanique est stoppé par les hautes pressions hivernales. Ces pressions sont la source d'épisodes froids et secs. Au nord, les Alpes scandinaves font obstacles aux vents d'ouest ce qui cause un climat continental froid sur la partie orientale de la Scandinavie. Le record de froid y a été mesuré avec −52,6 °C enregistré le 2 février 1966 à Vuoggatjålme en Suède. Le flux océanique voit aussi son influence diminuer au sud de l'Europe à cause de la latitude, des hautes pressions estivales et des barrières montagneuses qui s'interposent avec la mer Méditerranée. C'est à Catenanuova, en Italie, que le record de chaleur a été enregistré le 10 août 1999, avec 48,5 °C.

#### Principales aires bioclimatiques
Les différents types de climat, selon la classification de Köppen, sont compris entre le climat polaire et le climat équatorial. La majeure partie de la population vit en climat méditerranéen, tempérée, océanique et continental :
- le climat équatorial qui se rencontre sur l'ensemble de la Guyane[160]. Il se caractérise par une unique saison ou les fortes chaleurs côtoient de fortes précipitations ;
- le climat tropical en Guadeloupe[161], en Martinique[162], à La Réunion[163] et aux îles Canaries[164]. Il se caractérise par une saison sèche (faibles températures, précipitations quasiment nulles) et une saison humide (hautes températures, très fortes précipitations) ;
- le climat subtropical (ou climat tempéré chaud) :
  - le climat subtropical humide qui se rencontre dans des « îlots » climatiques en Italie ainsi que sur les bords de la mer Noire (Bulgarie et Roumanie)[164]. Il se caractérise par des étés chauds et humides ainsi que des hivers frais[165] ;
  - le climat méditerranéen qui inclut les régions baignées par la mer Méditerranée, comme le sud de l'Espagne, le centre et le sud de l'Italie, la Croatie, la Grèce, la Slovénie, la Sicile, la Sardaigne, Malte, le sud de la France et Chypre[164]. Le climat du Portugal est aussi influencé par sa proximité avec la mer. Il se caractérise par des étés chauds et secs et des hivers doux et humides[164] ;
- le climat tempéré :
  - le climat océanique concerne tous les pays qui côtoient l'océan Atlantique (à l'exception du Portugal)[164]. Les communautés autonomes de Galice, d'Asturies et du Pays basque, le littoral atlantique de la France, la Belgique, le Danemark et le littoral allemand sont concernés de même que les régions externes du Portugal et de l'Espagne des Açores, de Madère et des îles Canaries[164]. Il se caractérise par un total annuel des précipitations assez fort et par une faible amplitude thermique (les hivers sont doux et pluvieux, et les étés sont frais et relativement humides)[164]. Il se dégrade dans l'intérieur des terres (centre de la France par exemple) ou l'amplitude thermique augmente. Là il y a une transition progressive en climat continental[164] ;
  - le climat continental qui concerne le centre de la France, le Luxembourg, l'Autriche, le sud de l'Allemagne, la Hongrie et l'est de l'Union (République tchèque, Slovaquie, etc.)[164]. Il se caractérise par de fortes précipitations et une amplitude thermique[164] ;
    - le climat subarctique qui englobe le nord de la Finlande et de la Suède et qui influence les pays baltes[164]. On le rencontre aussi dans des poches de climat en plus au sud, tel que dans le Massif central et ailleurs dans l'Union[164]. Il se caractérise par des températures froides toute l'année, sans chaleur estivale et avec des hivers glaciaux[164].

##### Ouest de l'Union, l'influence océanique

###### Des îles Britanniques aux Charentes, un climat océanique bien défini
Le long du littoral, depuis les Îles britanniques jusqu'aux Charentes, en passant par la bordure côtière des Pays-Bas, de la Belgique, de la France s'étend un climat océanique bien caractérisé (Cfb dans la classification de Köppen), avec une température moyenne qui augmente du nord vers le sud mais assez homogène par rapport à l'étalement en latitude. Dans cette zone, le flux océanique modère les températures, les pluies sont fréquentes et régulières en toutes saisons avec cependant un maximum d'automne au nord et d'hiver au sud. Le total des précipitations annuelles est compris entre 700 mm et 1 000 mm. Les tempêtes automnales et hivernales sont fréquentes. En hiver, par rapport à la latitude, le gel et la neige sont relativement rares ainsi que les fortes chaleurs en été. Les étés sont tempérés avec une température moyenne qui dépasse 10 °C pendant plus de 4 mois. Pour le mois le plus chaud la température est comprise entre 15 °C et 19 °C du nord au sud, celle du mois le plus froid de 2 °C à 10 °C du nord-est au sud-ouest.

###### Climat océanique aux étés chauds de l'Aquitaine aux Asturies
Un peu plus au sud, de l'Aquitaine jusqu'aux Asturies, le climat est encore océanique (toujours Cfb dans la classification de Köppen), mais se distingue par ses températures d'été plus élevées (moyenne de juillet de 19 °C à 22 °C). Les étés sont plus humides, plus nuageux et plus orageux. Mais la chaleur moyenne de juillet reste en dessous de 22 °C, ce qui fait que l'été connaît encore des périodes de refroidissement épisodiques, ce qui est un trait des climats océaniques.

###### Grandes plaines du centre, la dégradation du progressive du climat
À l'est de cette zone, le climat est également océanique, mais connaît une dégradation de ses caractéristiques. La limite avec le domaine précédent étant assez floue, dans la vaste zone de plaines ou de moyennes montagnes qui va du bassin parisien au sud de la Scandinavie, à l'ouest de la Pologne et limitée par les contreforts des Alpes au sud, le climat se « continentalise » peu à peu tout en conservant des caractéristiques modérées par rapport à la latitude (comme précédemment Cfb selon Köppen), les pluies deviennent cependant un peu moins régulières, leur volume diminue progressivement, entre 500 et 700 mm en plaine, 800 à 1 500 mm sur les reliefs. Les pluies sont réparties très uniformément tout au long de l'année avec un maximum pluviométrique qui tend à devenir plutôt estival. Les tempêtes automnales et hivernales voient leur importance diminuer au fur et à mesure que l'on s'éloigne de l'océan, mais ne sont pas exclues. La fréquence des épisodes de température extrêmes augmente progressivement mais la moyenne reste modérée, la température du mois le plus chaud est comprise entre 17 °C et 20 °C du nord au sud, celle du mois le plus froid de 5 °C à −3 °C respectivement d'ouest en est. En France, cette zone correspond aux appellations traditionnelles de climat « parisien », « lorrain », « semi-continental », « d'abri », etc.

##### Bordure méditerranéenne de l'Union, les climats subtropicaux

###### Plaine du Pô et mer Noire, le climat subtropical humide
De la plaine du Pô à la mer Noire vers l'est, le climat se caractérise par ses chaleurs estivales persistantes, avec une température moyenne de juillet supérieure à 22 °C, et des précipitations importantes en été. Selon la classification de Köppen, ce climat devient de ce fait subtropical humide (Cfa). Les hivers sont assez variables, de doux comme sur les côtes occidentales de l'Adriatique, à assez froid (Bulgarie, Roumanie), mais toujours avec une température moyenne de janvier supérieure à −3 °C. La température du mois le plus froid est comprise entre 5 °C et −3 °C de l'ouest vers l'est. Les influences océaniques concernent peu cette zone. Le cumul annuel des précipitations s'assèche progressivement vers l'est. Les pluies, réparties sur toute l'année, prennent une importance estivale marquée, notamment sous forme d'orages. Du fait du relief beaucoup plus compartimenté, il y a multiplication des climats locaux.

###### Sud de l'Union, le climat méditerranéen

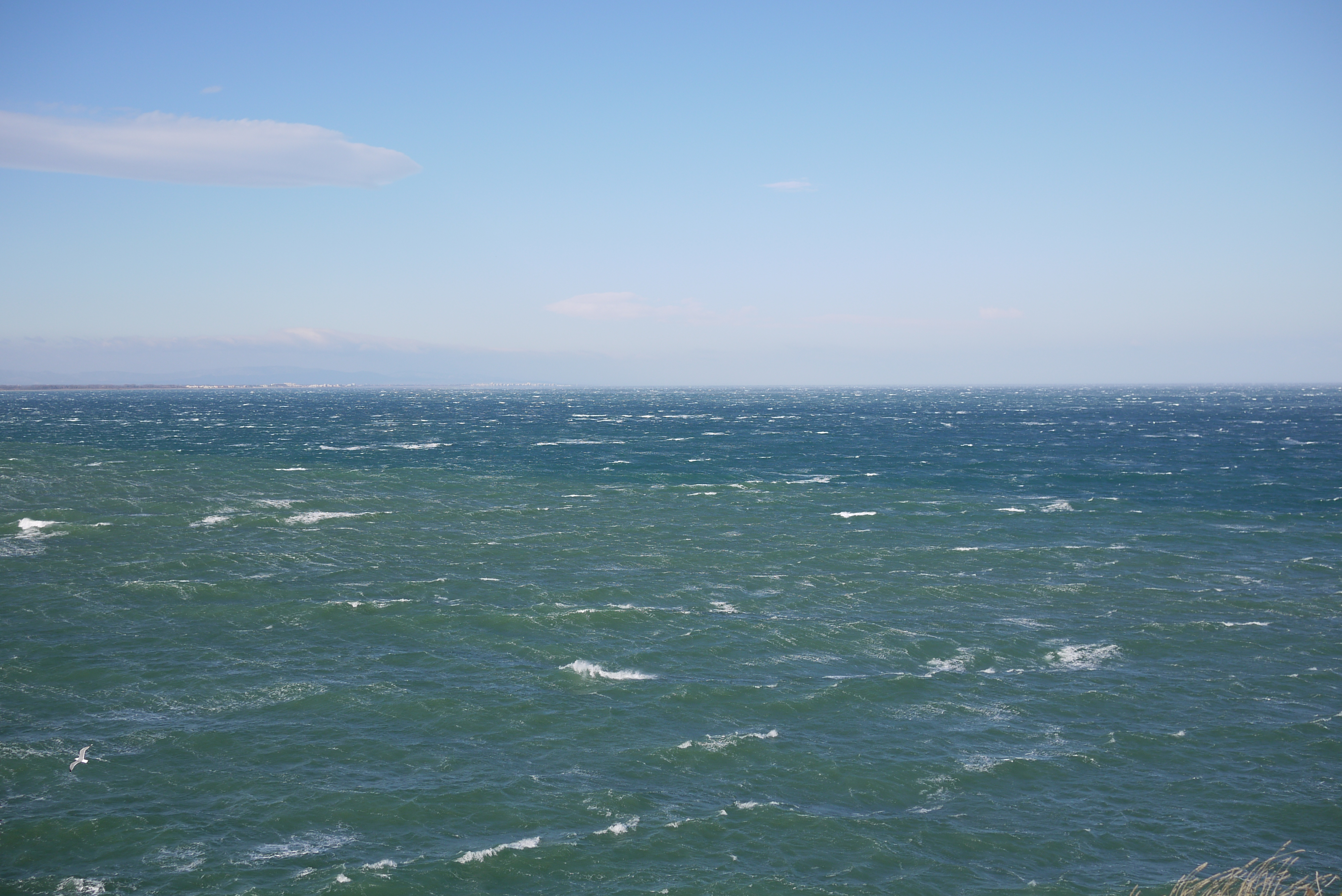
Mer agitée par la Tramontane dans les Pyrénées-Orientales.

Les régions bordant la Méditerranée (majeure partie de l'Espagne, sud-est de la France, Italie hors les Alpes et la plaine du Pô, la Croatie, la Grèce et les îles méditerranéennes) connaissent un climat méditerranéen (Csa et Csb d'après Köppen). À l'écart du flux océanique humide du fait des montagnes et de la latitude, ce climat est caractérisé par une sécheresse estivale et un ensoleillement nettement plus importants que dans les domaines précédents. Les pluies ne sont pas souvent apportées par le flux atlantique mais la plupart du temps par des perturbations qui se développent sur place, alimentées par l'air méditerranéen, ces perturbations sont moins nombreuses que les perturbations océaniques mais les pluies qu'elles apportent sont copieuses et parfois excessives. Le total pluviométrique annuel des régions méditerranéennes est à peu près le même que pour les domaines précédents mais la répartition des précipitations est beaucoup plus irrégulière. L'été est à peu près sec surtout près des côtes et dans le sud, les pluies de printemps et d'automne sont prédominantes au nord du domaine méditerranéen. Suivant les effets d'abris ou au contraire suivant les effets de couloir induits par les reliefs environnants, ce domaine est calme ou au contraire très venté (mistral, tramontane, bora, etc.). Les températures hivernales sont douces sauf en moyenne montagne, 5 à 11 °C en janvier, de l'intérieur vers la côte et du nord vers le sud. L'été est chaud 22 °C à 27 °C en juillet du nord vers le sud, à l'exception du domaine Csb dont les températures sont comprises entre 19 et 22 °C. Le domaine Csb (Galice, nord du Portugal) reste une source de débats. Certains auteurs veulent le rattacher au domaine océanique en raison d'étés modérément chauds. Cette zone conserve toutefois des traits méditerranéens marqués (une sécheresse d'été entraînant des feux de forêt réguliers, un ensoleillement élevé comparé aux régions océaniques, etc.).

##### Extrême nord et extrême est de l'Union: la dominante continentale

###### Extrême est de l'Union, le climat continental
À l'est de l'Union – à partir de l'est de l'Allemagne, en République tchèque, dans les pays baltes, du sud de la Finlande et de la Suède, en Pologne, en la Slovaquie et en Hongrie et au nord de la Roumanie – apparaît le climat continental humide. L'hiver est froid avec blocage fréquent du flux océanique par l'anticyclone continental générateur d'épisodes très froids et secs. La moyenne de janvier va de −3 °C vers l'ouest à −20 °C vers le nord-est. L'été, l'anticyclone continental disparaît et le flux atlantique pénètre plus librement à l'intérieur du continent, l'été est encore frais au nord mais il est de plus en plus chaud vers le sud — 10 °C en juillet à la frontière du domaine polaire. Les saisons intermédiaires sont courtes. Les pluies sont plus irrégulières avec un maximum de printemps ou d'été. Au nord du domaine, les étés sont assez pluvieux et restent frais avec une évaporation modérée, la sécheresse d'été est modérée. Vers le sud, la chaleur augmente ainsi que l'irrégularité des pluies, la sécheresse relative d'été s'intensifie.

###### Bordure nord de l'Union, le sous-ensemble climatique subarctique
Le nord de la Finlande et de la Suède possède un climat subarctique dont les caractéristiques sont de longs et glacials hivers et des étés courts et souvent frais et humides. Les Alpes scandinaves contribuent à réduire l'influence océanique sur cette région. C'est sous ce climat que peuvent se rencontrer les variations de températures les plus extrêmes sur Terre.

##### Outre-mer insulaire: le climat tropical
Le climat tropical se retrouve dans la plupart des régions ultrapériphériques de l'Union européenne,. On le rencontre ainsi en Martinique, en Guadeloupe, à la Réunion et aux Canaries. Le climat tropical est un climat non-aride dans lequel la température moyenne ne descend pas en dessous de 18 °C pendant l'ensemble de l'année : les variations saisonnières se caractérisent alors par les précipitations. On distingue donc deux saisons : la saison sèche et la saison humide. La saison sèche correspond au solstice d'hiver, la saison humide au solstice d'été. Cependant, le climat des îles Canaries s'éloigne un peu de cette règle en ce qu'il existe des périodes de sécheresses estivales et de pluies hivernales.
Le climat de ces îles est tempéré par l'influence maritime. Les îles caraïbes sont placées sur le trajet des ouragans.

##### Guyane: le climat équatorial
Le climat de la Guyane varie en fonction des oscillations de la zone de convergence intertropicale, qui résultent du contact entre les anticyclones des Açores et de Sainte-Hélène. Sa position proche de l'équateur et sa façade océanique lui confèrent une bonne stabilité climatique. La température annuelle moyenne est de 26 °C. Elle ne diffère en général que de 2 °C du mois le plus chaud au mois le plus froid. Les amplitudes sont faibles sur la zone côtière et un peu plus marquées à l'intérieur. Ses caractéristiques font que la Guyane est partagé entre le climat équatorial et le climat de mousson (Af et Am).
Il existe quatre variations climatiques saisonnières distinctes, : la grande saison des pluies, d'avril/mai à mi-août ; la grande saison sèche, de mi-août à novembre ; la petite saison des pluies, de novembre/décembre à janvier/février ; et la petite saison sèche appelée aussi « petit été de mars » en février/mars. Les mois les plus pluvieux sont mai et juin. Au niveau mondial la Guyane est l'une des régions les plus humides au monde variant de 2 000 mm à 4 000 mm par an.

##### Sommets de l'Union européenne: le climat montagnard
Les montagnes (Alpes, Pyrénées, Carpates, Alpes scandinaves) connaissent le climat montagnard qui correspondent à peu près à celui des plaines environnantes mais modifiés par l'altitude. Il se rapproche du climat subarctique. Celle-ci provoque un abaissement de la température, en toutes saisons mais davantage en été qu'en hiver et une augmentation des pluies pour les versants exposés aux vents pluvieux. Les reliefs multiplient les climats locaux du fait des différences d'expositions au Soleil et du fait de la modification du régime des vents qu'ils induisent.

### Géologie
La géologie de l'Union européenne est variée et complexe. Elle donne naissance à une grande variété de paysages allant des Highlands aux plaines de la Hongrie ainsi que la Guyane et les autres régions ultrapériphériques.
L'Union européenne peut se scinder en plusieurs sous-ensemble : l'Europe précambrienne (bouclier scandinave, bouclier des Hébrides), l'Europe calédonienne (au nord-ouest), l'Europe hercynienne (sud-ouest), l'Europe méditerranéenne et le plateau des Guyanes.
Pour ce qui est de la partie continentale de l'Union, la principale caractéristique est la dichotomie entre les plateaux et les montagnes de l'Europe méridionale et une vaste, et en partie immergée, plaine du nord allant de l'Irlande à la Pologne et s'étirant plus à l'est, hors de l'Union, jusqu'à l'Oural. Ces deux moitiés sont séparées par les chaînes des Pyrénées et des Alpes/Carpates. Les plaines du nord sont délimités à l'ouest par les Alpes scandinaves et les sections montagneuses des îles britanniques. De même elles contiennent l'ancien continent géologique de Baltica qui devrait être regardé géologiquement comme le « continent principal » à l'inverse des autres formations montagneuses périphériques dans le sud et l'ouest qui sont des fragments de plusieurs autres continents géologiques. L'Europe de l'Ouest est principalement issu de l'ancien microcontinent Avalonia. En Pologne, les plaines du nord sont des moraines comportant des sols sablonneux ou fait de loam. Au sud, les vallées creusées par les glaciers sont faites de lœss.
La Guyane, quant à elle, se situe sur le plateau des Guyanes formé au Précambrien entre 2,5 et 1,9 million d'années. Certaines formations précambriennes affleurent du fait de l'absence de couverture sédimentaire (érodée par le temps).

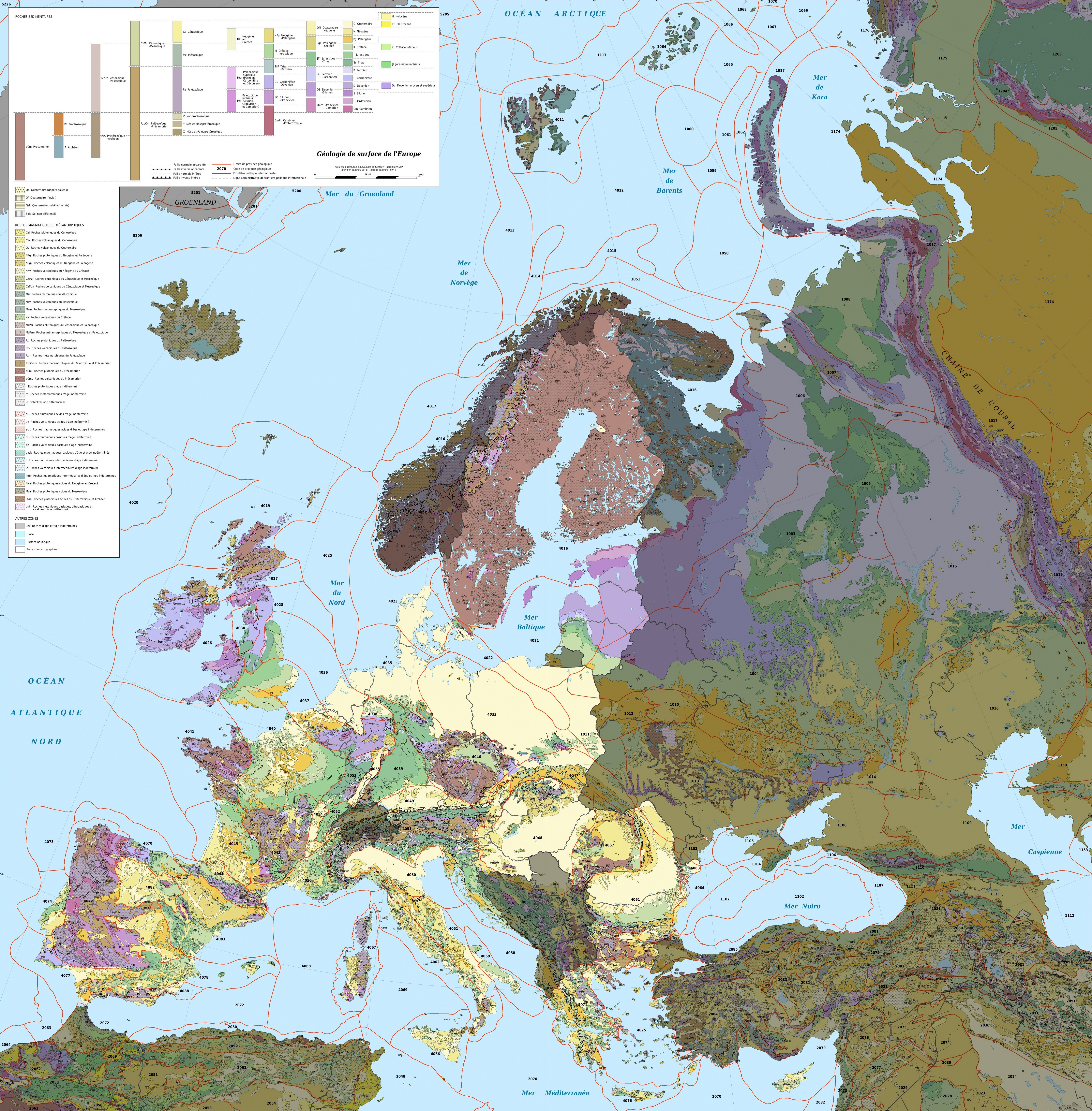
Géologie de l'Union européenne continentale.
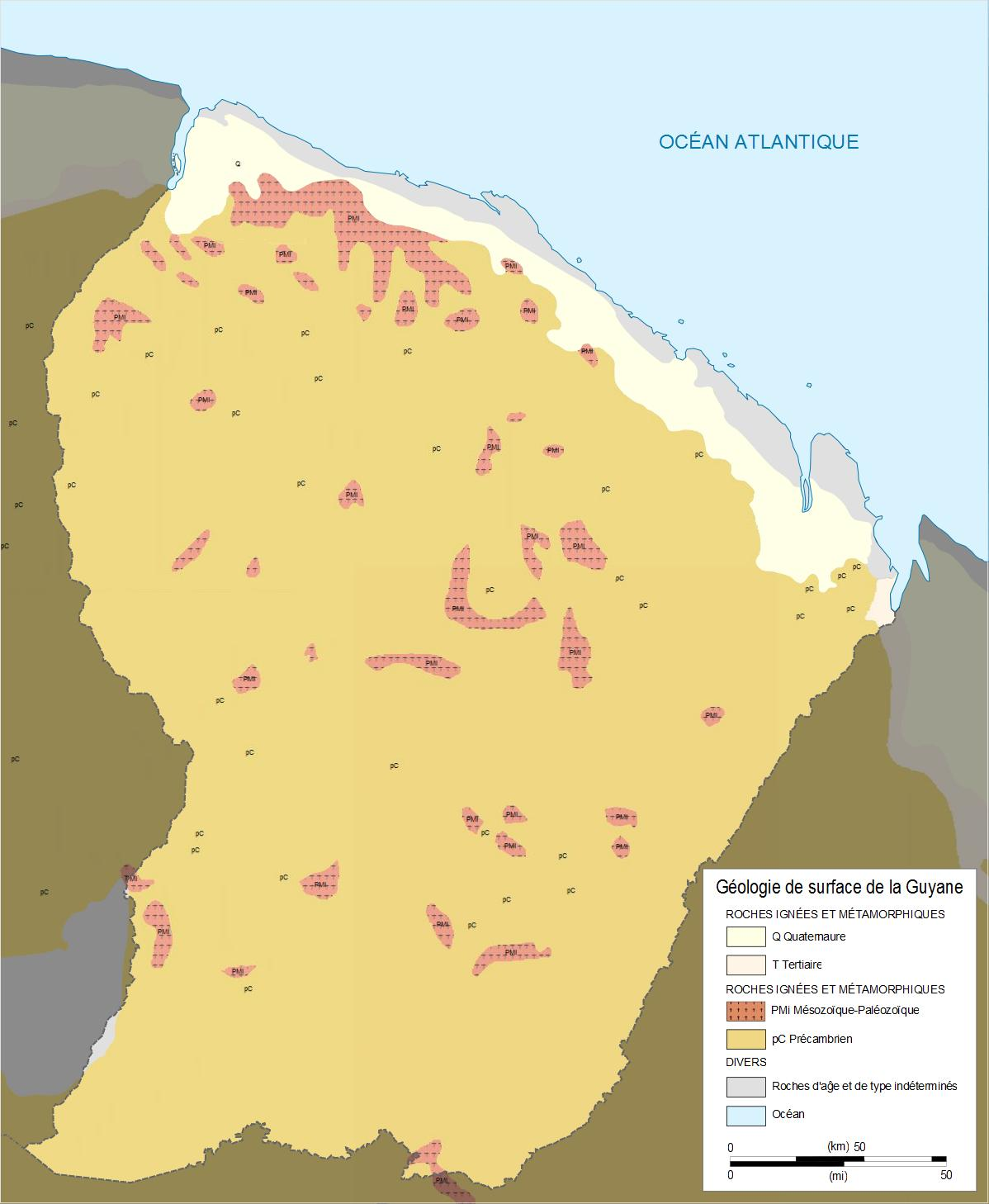
Géologie de la Guyane.
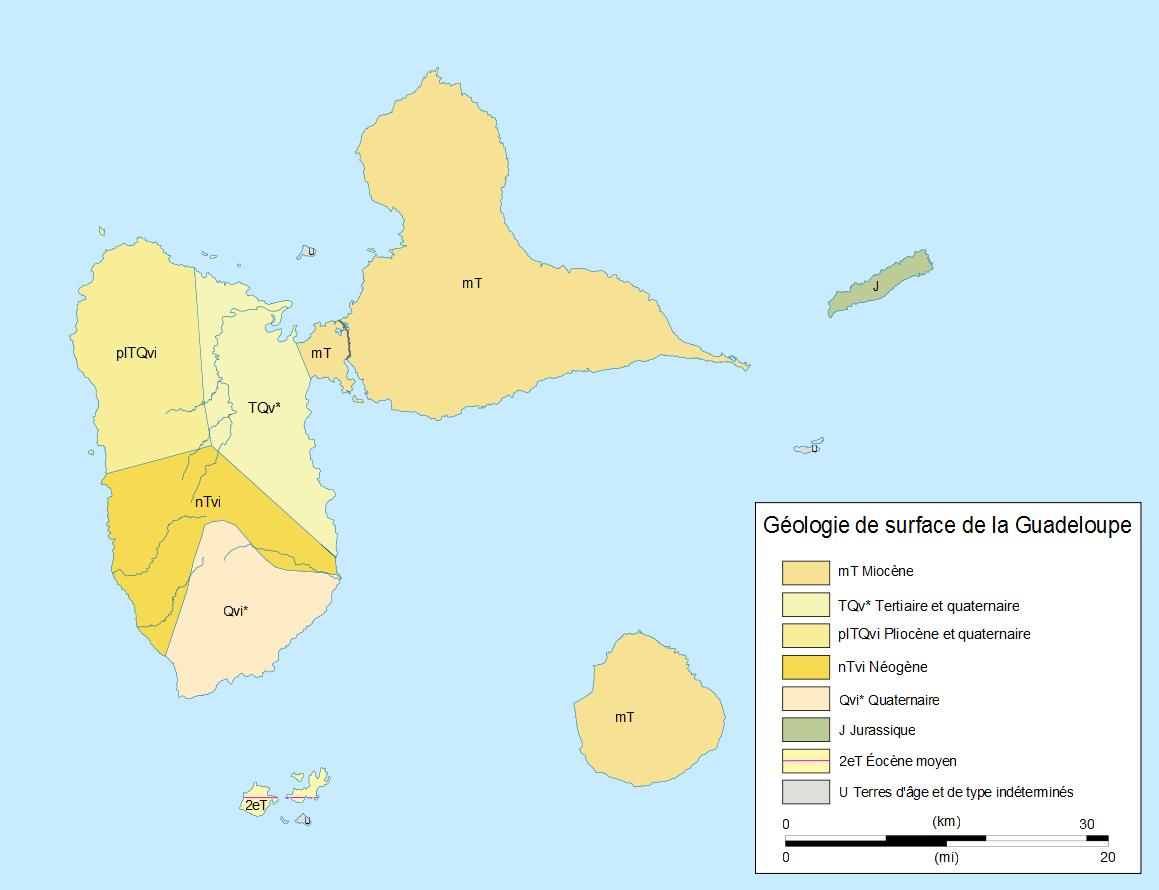
Géologie de la Guadeloupe.
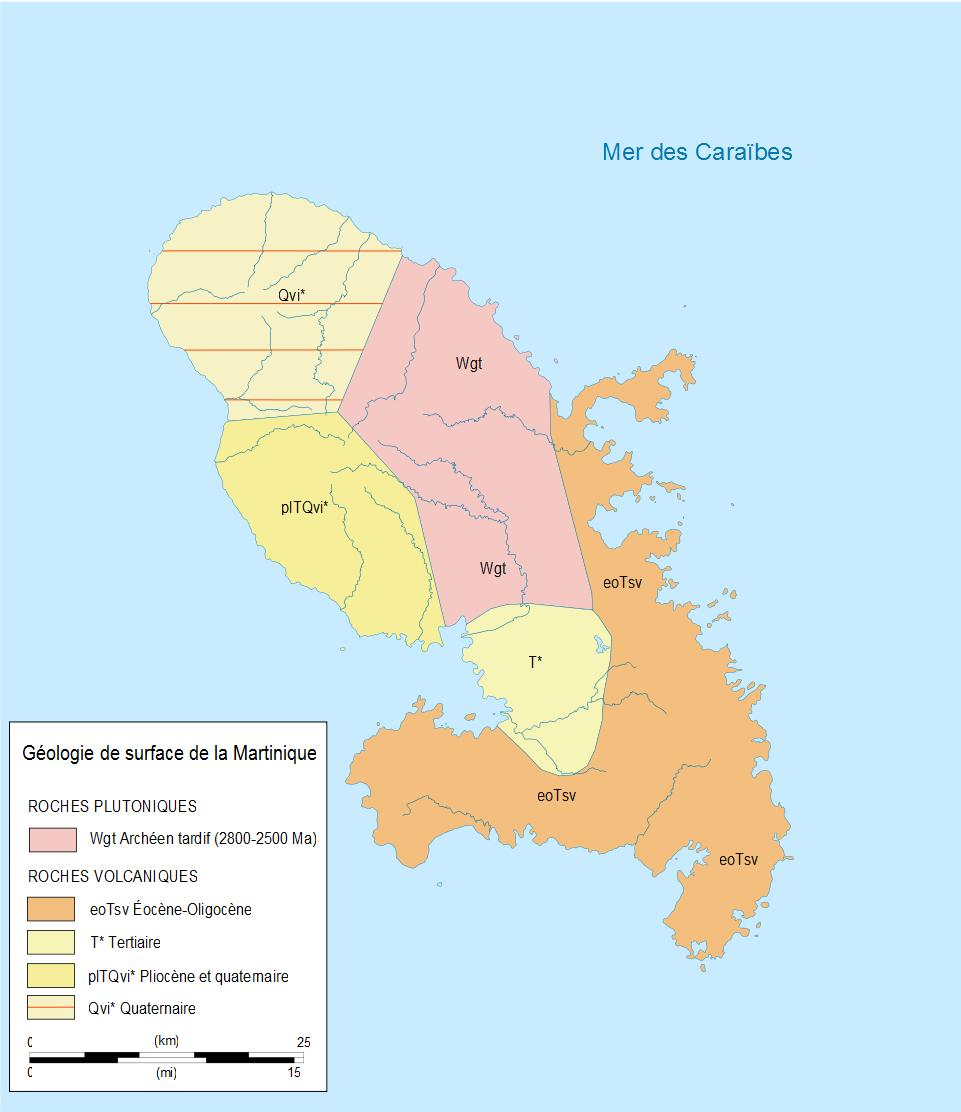
Géologie de la Martinique.

### Ressources naturelles

Carte de la répartition du pétrole et du gaz en Europe.

Les États de l'UE à 15 représentent, en 2011, environ 85 % de la production agricole de l'Union européenne en dépit de l'adhésion de nouveaux États membres dans l'Union depuis 2004. L'agriculture européenne est en majeure partie tournée vers la production végétale (à hauteur de 54 %). Avec une production de 35 milliards d'euros, les céréales sont la principale production agricole de l'Union (avec 11 % de la production totale des États membres). La France et l'Allemagne sont les deux principaux producteurs de céréales de l'Union (14 % pour la France) alors que la production n'atteint pas 5 % dans certains États (Chypre, les Pays-Bas, le Portugal, l'Irlande et la Belgique). En matière animale, là encore, ce sont les États de l'ouest de l'Union qui produisent le plus.
En matière forestière, le territoire de l'Union est couvert par 37,8 % de forêts. Ce chiffre est en augmentation constante. Cependant, la couverture forestière varie fortement en fonction des États membres. Ainsi, ce sont les États de la péninsule scandinave (la Finlande et la Suède) qui ont la plus importante couverture forestière avec 73,9 % et 66,9 % de leur superficie totale respective. À l'inverse, les forêts d'Irlande, des Pays-Bas et du Danemark représentent respectivement 9,7 %, 10,8 % et 11,8 % de leur superficie totale respective.
En matière énergétique, l'Union est très largement dépendante de ses importations de pétrole et de gaz. Cependant, les États membres produisent eux-mêmes une petite quantité de pétrole. De même, le sous-sol de l'Union renferme du gaz naturel. Les Pays-Bas sont le principal producteur avec le gisement de Groningue. Ils fournissent près de 15 % du gaz consommé par l'UE.

### Risques naturels

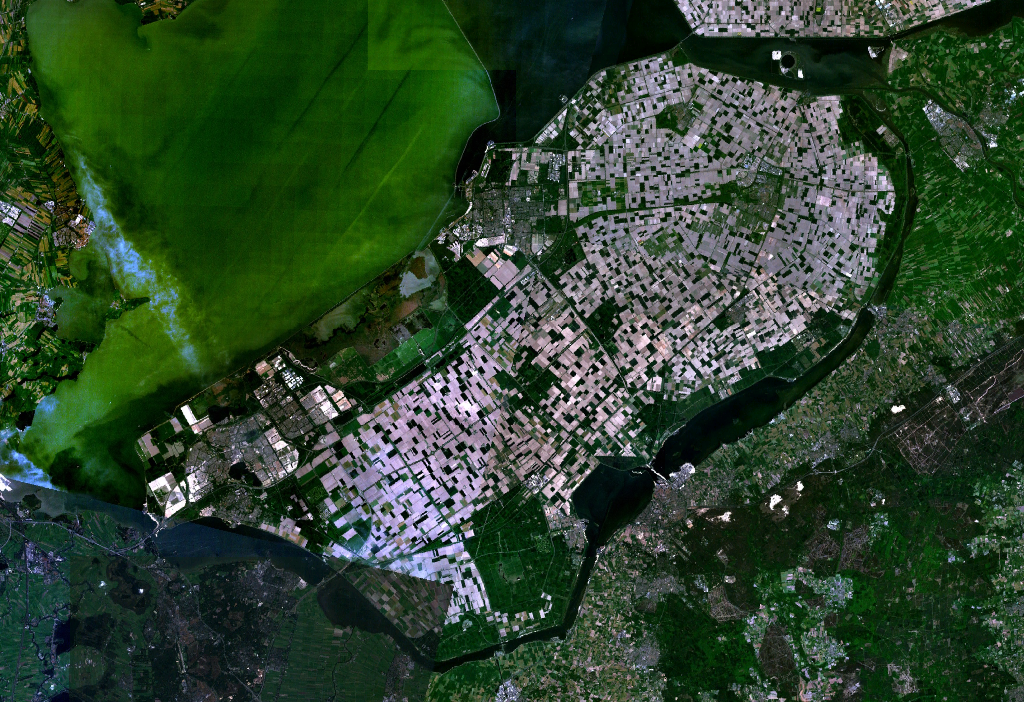
Le Flevopolder.

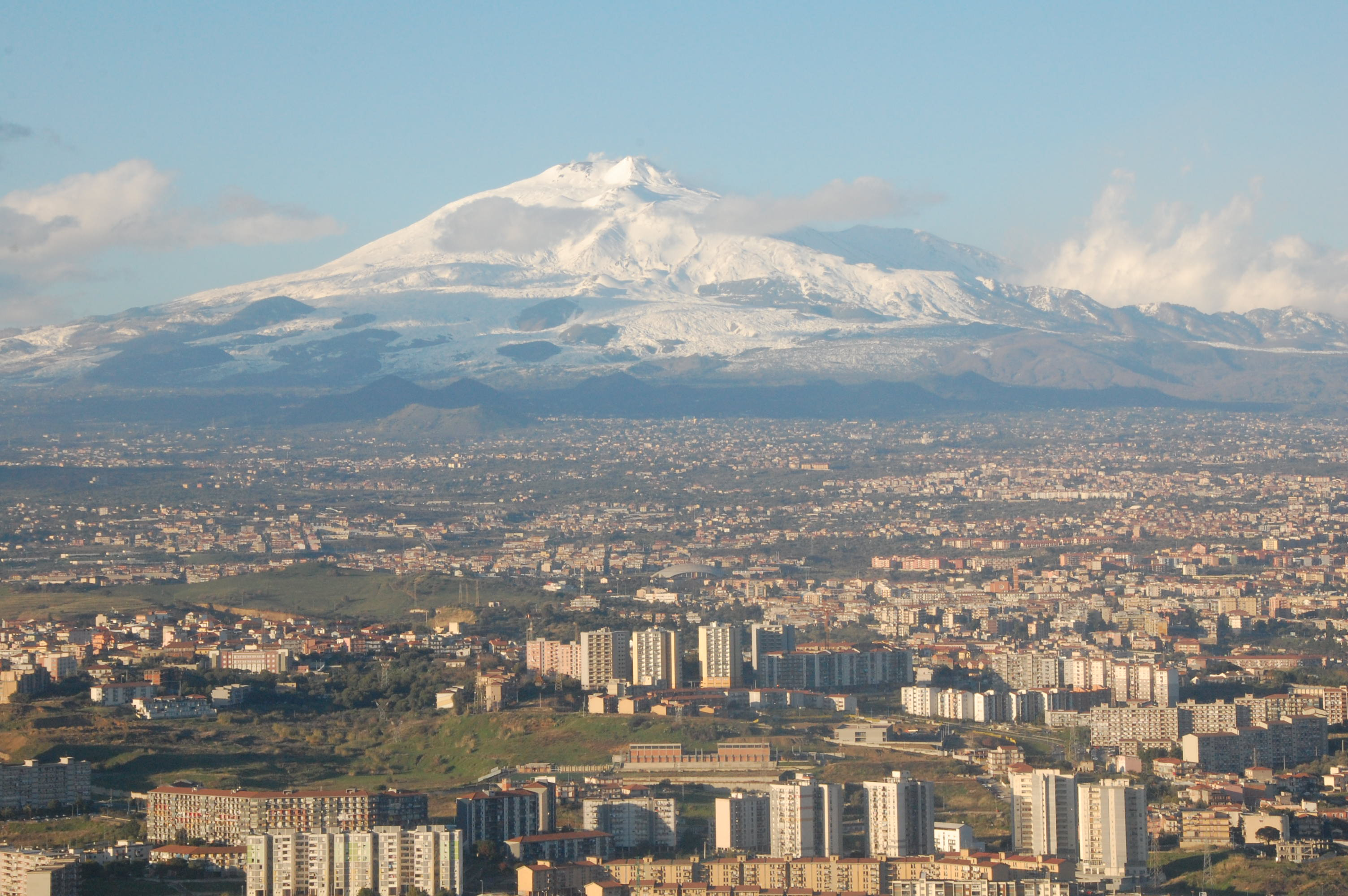
L'Etna et Catane au premier plan.

Les risques naturels font l'objet de mesures de prévention des risques de la part de l'Union européenne, notamment de la part de la Direction générale de l'environnement. C'est dans le cadre de son volet « protection civile et accidents environnementaux » qu'elle participe au financement des programmes de protection des risques. Parmi les risques naturels concernant l'Union se trouvent notamment les inondations, les tempêtes, les aléas climatiques (vagues de froid et de sécheresses), les feux et incendies ainsi que les volcans et séismes.
Les inondations comptent parmi les risques naturels les plus importants de l'Union. Celles-ci sont principalement fluviales et concerne notamment les régions de la plaines nord-européennes. Les Pays-Bas sont aussi concernés du fait que l'État se trouve dans une dépression, accentuée par la poldérisation. Les inondations causent, parmi les risques naturels, le plus grand nombre de victimes. Concernant les risques climatiques, ce sont notamment les vagues de sécheresse qui sont fréquentes et qui entraînent non seulement des pénuries d'eau mais aussi d'importants incendies.
L'Union est aussi soumise au risque sismique qui concerne principalement la région méditerranéenne de l'Union,. La Grèce est le premier pays concernés puisque la totalité de son territoire est considéré comme étant à haut risque. L'Italie est elle aussi concernée avec des risques élevés le long de la chaîne des Apennins, de Florence au nord de la Sicile, et les montagnes au nord de l'Adriatique. Le sud de la chaîne des Carpates, en Roumanie, est aussi concernés par de forts risques sismiques,.
Il y a, sur le territoire de l'actuelle Union européenne, plusieurs volcans qui ont été actifs ces 10 000 dernières années et qui menacent les habitants de certaines régions (et qui par suite peuvent provoquer des problèmes socio-économiques). Parmi les États membres les plus concernés se trouvent l'Italie, le Portugal, l'Espagne et la Grèce. L'Italie, qui figure en première place de cette liste, possède un certain nombre de volcans toujours actifs. Ainsi, le Vésuve est l'un des volcans dont le danger est le plus élevé du fait de la présence de la ville de Naples, dont la population s'élève à plus de 950 000 habitants, sur ses abords. En cas d'éruption, une grande partie de la population devrait être évacuée tant à Naples que dans ses environs, une autre partie serait soumise aux diverses retombées volcaniques. Sa dernière éruption date de 1944, et depuis son cratère est obstrué par un bouchon de lave ce qui peut créer une importante éruption explosive. La zone des Champs Phlégréens est, elle aussi, à très haut risque en cas de reprise de l'activité. On y trouve notamment les villes de Pouzzoles et de Cumes. Plus de 500 000 personnes vivent à l'intérieur même de la caldeira, et près de 1,5 million de personnes vivent à l'intérieur ou à proximité,. L'Etna, en Sicile, connait aussi de fréquentes éruptions effusives mais peut parfois connaitre de petites éruptions explosives lesquelles peuvent causer d'importants dégâts (communications, infrastructures, économie, etc.). En Espagne, aux Canaries, sur l'île de Tenerife, se trouve le Teide (entre 3 715-3 718 mètres d'altitude). Ce volcan, dont la dernière éruption a eu lieu du 18 novembre 1909 au 27 novembre 1909, représente un danger pour l'ensemble des personnes vivant ou transitant (touristes) par l'île. Une petite éruption aurait des conséquences importantes pour le tourisme, au cœur de l'économie de l'île.

## Géographie humaine

### Répartition de la population
Le territoire de l'Union européenne, et de l'Europe en général, a été très tôt maîtrisé par la population européenne. La majeure partie de la population se concentre le long de la mégalopole européenne, de Londres à Milan, laquelle est, depuis longtemps, l'axe d'échange entre la Méditerranée et la mer du Nord. La notion de mégalopole européenne a été étendue à celle de Pentagone dans lequel vit environ 40 % de la population européenne.
Le reste de la population se concentre sur les côtes et les principaux axes fluviaux. Ensuite, les autres grandes aires urbaines de l'Union se trouvent sur les rives d'un fleuves tel que Paris sur la Seine, la région de la Ruhr avec le Rhin, Barcelone et Athènes sur la mer Méditerranée ; et Hambourg, à l'embouchure de l'Elbe, près de la mer du Nord.
La densité diminue à l'intérieur des terres. Les chaînes des Alpes, des Pyrénées, le cœur de la péninsule ibérique, le nord de l'Europe (principalement la Suède, la Finlande, l'Estonie et la Lettonie) sont faiblement peuplées, à l'exception de lieux isolés comme la région de Madrid, de Malmö, de Stockholm, et d'Helsinki.

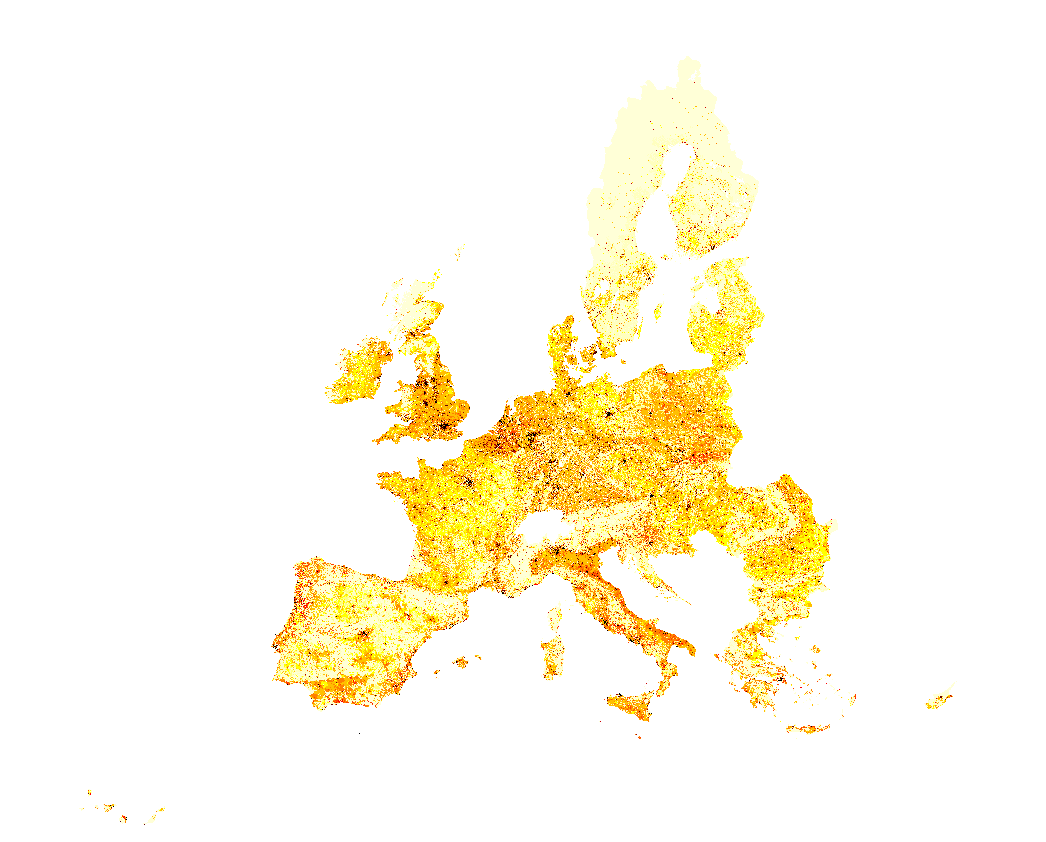
Densité de la population européenne en 2001.
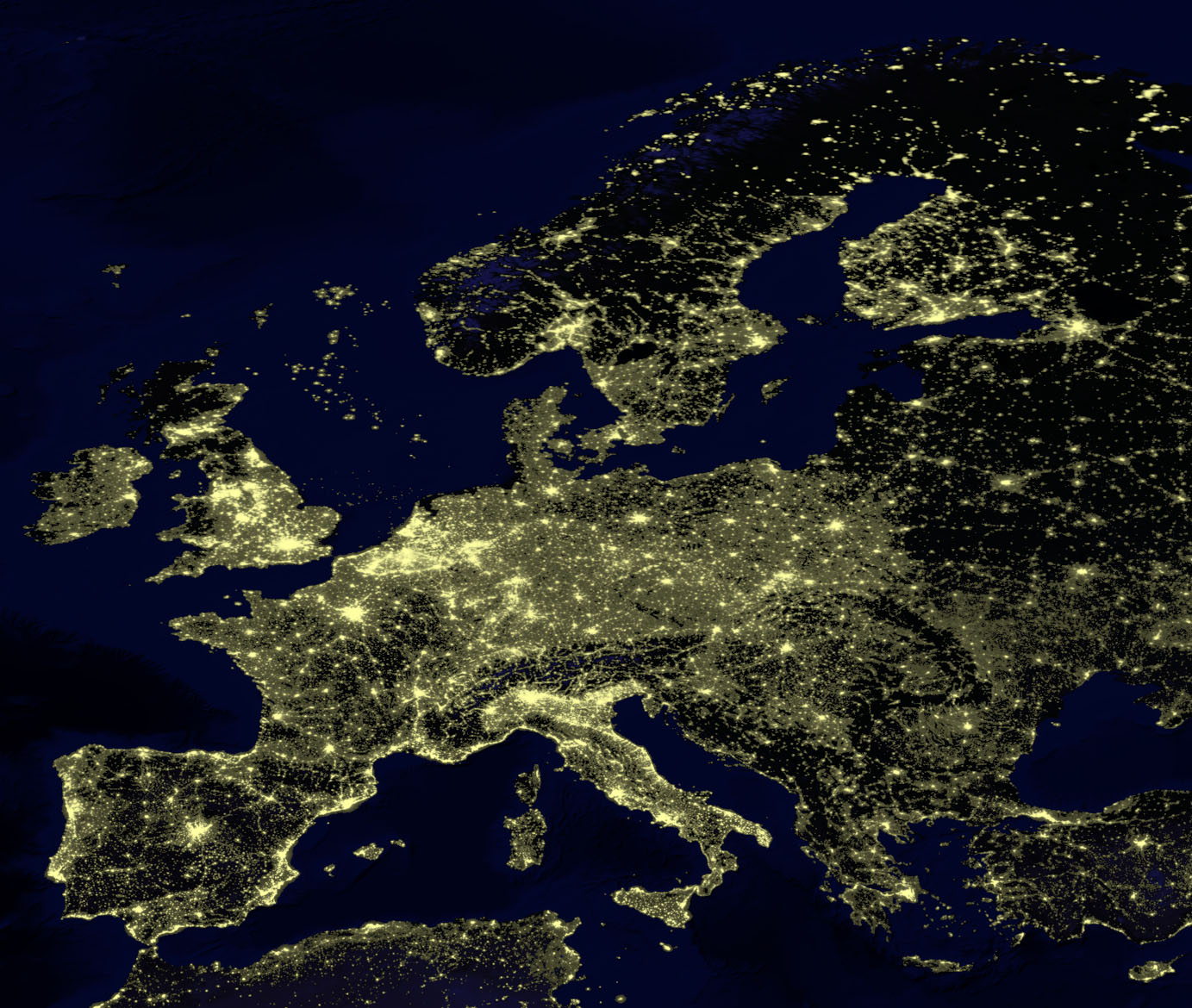
La pollution lumineuse représentée sur cette carte met en avant le maillage constitué par la population.

### Répartition des sous-ensembles culturels

#### Diversité linguistique
Les langues, dans l'Union européenne, sont en majeures parties des langues indo-européennes lesquelles côtoient des langues finno-ougriennes. Ces langues sont très diverses mais partagent, du fait de leur origine, des racines communes. Cette diversité linguistique dans l'Union européenne s'exprime de deux façons :
- les langues officielles de l'Union européenne[186], et
- les langues régionales et minoritaires.

Les langues officielles sont au nombre de vingt-quatre. Il s'agit de l'allemand, l'anglais, le bulgare, le danois, l'espagnol, le croate, l'estonien, le français, le finnois, le grec, le hongrois, l'irlandais gaélique, l'italien, le letton, le lituanien, le maltais, le néerlandais, le polonais, le portugais, le roumain, le slovaque, le slovène, le suédois, et le tchèque. Parmi ces langues certaines sont officielles dans plusieurs États membres : l'anglais est la langue officielle de l'Irlande et de Malte ; l'allemand l'est en Allemagne, en Autriche, en Belgique et au Luxembourg ; le français, en France, en Belgique et au Luxembourg ; le néerlandais aux Pays-Bas et en Belgique ; le suédois en Suède mais aussi en Finlande ; et le grec en Grèce et à Chypre.
Parmi ces langues, la plupart utilise l'alphabet latin, le bulgare utilise l'alphabet cyrillique et l'alphabet grec est utilisé en Grèce et à Chypre.
L'allemand est la première langue maternelle de l'Union européenne (18 % de la population), mais l'anglais est, en 2006, la première langue seconde avec près de 38 % de locuteurs.

Connaissance de l'anglais, langue officielle de l'Union européenne.
Connaissance de l'allemand, langue officielle de l'Union européenne.
Connaissance du français, langue officielle de l'Union européenne.
Connaissance de l'espagnol, langue officielle de l'Union européenne.
Connaissance de l'italien, langue officielle de l'Union européenne.
Connaissance du russe, langue minoritaire de l'Union européenne.

Parallèlement aux langues officielles, il y a aussi des langues régionales et minoritaires. Parmi celles-ci se trouvent notamment le breton, le catalan ou le russe. À ces langues viennent s'ajouter celles des immigrants parmi lesquels on retrouve une nouvelle fois le russe, mais aussi le turc, l'arabe, le mandarin, l'ourdou ou l'hindoustani.

#### Diversité religieuse
La religion la plus représentée dans l'Union est le christianisme, dont les subdivisions principales sont le catholicisme (l'ouest et le centre de l'Union), le protestantisme (le nord de l'Union) et le christianisme orthodoxe (l'est de l'Union).
En dehors de ce découpage général, d'autres religions minoritaires sont présentes et se répartissent sur l'ensemble du territoire de l'Union. Parmi celles-ci se trouvent l'Islam,. Selon le Zentralinstitut Islam-Archiv-Deutschland, le nombre de musulmans dans l'Union européenne était de 16 millions. De même, le judaïsme est aussi présents dans l'ensemble de l'Union.
L'athéisme représenterait selon Jean Baubérot 5 % des Européens. Plus précisément, une enquête menée dans 21 pays sur 21 000 personnes et publiée en décembre 2004 estime que 25 % des Européens de l'ouest se disent athées contre 12 % dans les pays d'Europe centrale et orientale. Toujours selon cette enquête publiée dans le The Wall Street Journal version européenne, 4 % des Roumains et 8 % des Grecs se disent athées. Au contraire, 49 % des Tchèques et 41 % des Néerlandais le sont.
En dehors de ce découpage confessionnel, il est à noter qu'au niveau étatique la séparation des Églises et des États est souvent établie notamment France. Cependant certains États conservent toutefois systèmes confessionnels, c'est-à-dire que l'État reconnaît une religion officielle ou dominante : entre autres, le Danemark et la Finlande (Église du Danemark et Église évangélique-luthérienne de Finlande, rattachées au luthéranisme) ; l'Irlande, la Belgique, l'Espagne, l'Italie (catholicisme) ; et la Grèce (Église orthodoxe de Grèce).
Dans les régions ultrapériphériques de l'Union, la religion la plus pratiquée est le christianisme.

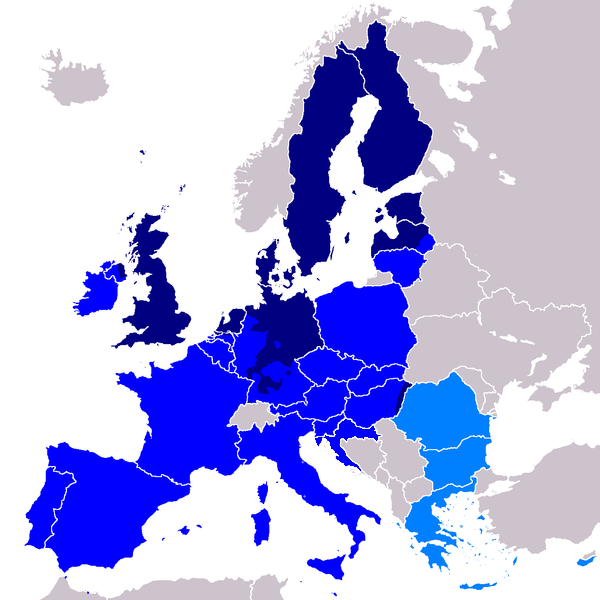
Les trois confessions majoritaires (enquête Eurobaromètre 2005) :   - Catholiques - Orthodoxes - Protestants
Pourcentage d'athées (enquête Eurobaromètre 2005) :   - < 10 %
  - < 30 %
  - > 30 %

## Géographie administrative

### Groupement européen de coopération territoriale
Les groupements européens de coopération territoriale (ou GECT) ont été institués par le règlement (CE) no 1082/2006 en date du 5 juillet 2006 pris par le Parlement européen et le Conseil de l'Union européenne. Leur création résulte de la nécessité de faciliter la « coopération transfrontalière, transnationale et, ou inter-régionale » entre ses membres dans le but exclusif de renforcer la cohésion économique et sociale. Cette avancée politique européenne appuie concrètement la volonté et les objectifs du Comité des Régions de développer une politique commune de cohésion au travers de différents espaces transfrontaliers. En plus d'avoir la personnalité juridique, le GECT possède dans chacun des États membres la capacité juridique la plus large reconnue aux personnes morales par la législation nationale de l'État membre,.
La plupart des GECT créés l'ont été à l'ouest de l'Union (le premier GECT, l'Eurométropole Lille-Kortrijk-Tournai, a été créé entre la Belgique et la France en janvier 2008). Les principales régions participantes sont les régions frontalières de l'Allemagne, de la Belgique, d'Espagne, de France, du Luxembourg et du Portugal. Ainsi, les GECT créés en Allemagne le sont intégralement avec des États membres situés à l'ouest, aucun GECT n'ayant été projeté avec l'Autriche, la Pologne ou la République tchèque. Cependant, les États de l'est de l'Union ne sont pas exclu de ce mouvement d'intégration au travers des GECT. Ainsi, la plupart de ces GECT ont été créés entre la Hongrie et la Slovaquie.
Enfin, certains GECT sont particuliers : ainsi les GECT Amphictyony et ArchiMed ne sont pas constitués de régions frontalières mais de régions partageant un espace commun, la région méditerranéenne. De même, le GECT Hôpital de Cerdagne est un GECT technique, localisé en Espagne et institué entre l'Espagne et la France, sans territoire de compétence propre.

## Géographie économique

### Réseaux de transports et de communication

#### Réseau routier
En 2010, le réseau routier européen a une longueur totale de 5 814 080 km. C'est le mode de transport le plus utilisé de l'Union, et également le plus polluant puisqu'il représente, en 2010, 70,9 % des émissions de CO2 liées au transport.
Environ 65 100 km de ces près de six millions de kilomètres sont des autoroutes. Les transports routiers des États de l'ouest de l'Union européenne ont fait l'objet d'un immense investissement dans les infrastructures qui a permis la mise en place d'un réseau autoroutier d'une densité très importante.
Les États membres dont les réseaux routiers sont les plus longs sont la France, l'Allemagne et l'Italie, avec respectivement 978 000, 626 981, et 452 541 km. Les réseaux routiers les plus denses par rapport à la population sont ceux de l'Estonie, de la Lettonie et de la Lituanie avec respectivement 40,5 km, 25,8 km et 23 km de routes pour mille habitants.
Les États membres participent à la Commission économique pour l'Europe, sous l'égide des Nations unies, responsable des routes européennes.

#### Transports ferroviaires
L'Union européenne possède le plus important maillage ferroviaire au monde, avec 228 710 kilomètres de chemins de fer sur les 1 115 000 existants dans le monde.
Celui-ci présente le problème de l'interopérabilité, c'est-à-dire la possibilité de faire circuler sans entrave des trains sur des réseaux ferroviaires différents. Par exemple, l'écartement des rails est de 1 435 mm dans la majeure partie des États membres de l'Union, mais il existe des exceptions. Ainsi dans la péninsule ibérique l'écartement est de 1 668 mm, sur l'île irlandaise de 1 600 mm, en Finlande de 1 524 mm et dans les pays baltes de 1 520 mm. L'Agence ferroviaire européenne a été créée en 2004 avec comme mission d'assurer la sécurité ainsi que l'interopérabilité ferroviaires.
La mise en service d'une liaison à grande vitesse entre Paris et Budapest, la magistrale européenne, est prévue pour 2015.

Carte des projets prioritaires dans le domaine ferroviaire.
Densité des voies de chemin de fer dans le monde. La densité dans l'Union européenne est très importante.
Interopérabilité « électrique » des chemins de fer.
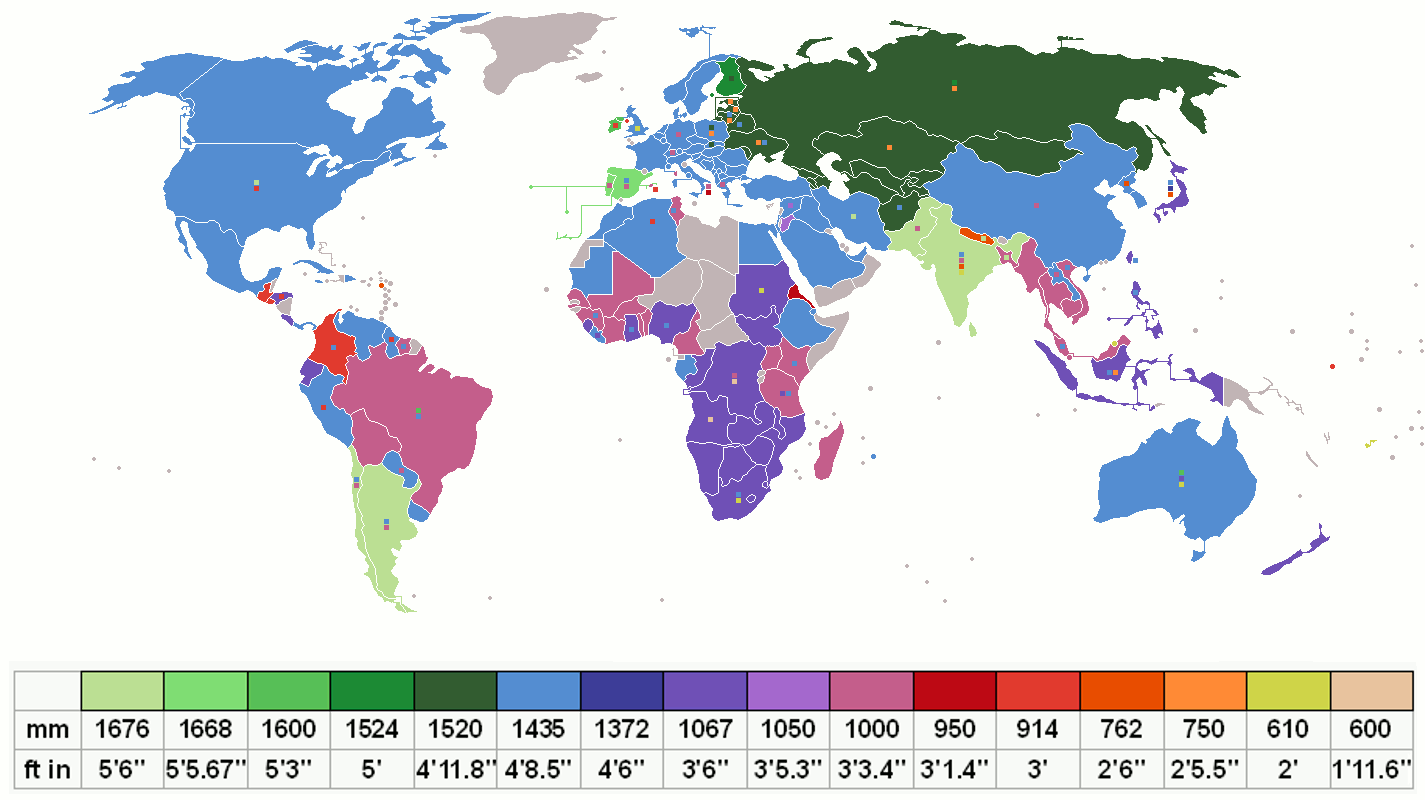
Écartement des rails dans le monde.

#### Axes maritimes et fluviaux
L'Union européenne possède deux principales interfaces maritimes : le range nord-européen et la mer Méditerranée.
Le range nord-européen est la deuxième façade maritime mondiale. De la mer du Nord à l'océan Atlantique en passant par la Manche, il s'agit de la principale interface maritime de l'Union européenne et le principal pôle commercial de la Triade. Il rassemble plus de 600 millions de tonnes de trafic.
Le range est dominé par Rotterdam, le principal port européen et un des trois principaux ports mondiaux depuis plus de trente ans (premier port mondial de 1962 à 1986), qui est la véritable porte d'entrée de l'Europe. Le complexe portuaire de Rotterdam-Europoort, sur plus de 30 km de quais, est un port polyvalent qui assure la majeure partie des importations et des exportations de l'Union européenne. C'est un carrefour au débouché de l'Europe rhénane, avec de nombreux ports fluviaux dans l'hinterland. Pivot de ce « range », il est complété par le port d'Anvers (deuxième port européen) et le port de Bruges-Zeebruges en Belgique, ainsi que par le port de Hambourg en Allemagne et le port du Havre en France.
La Méditerranée a longtemps été la première voie maritime du monde. Elle est devenue aujourd'hui secondaire à l'échelle planétaire mais reste importante pour l'Union dont elle est la seconde interface, vitale pour son approvisionnement en pétrole ainsi que pour l'importation des produits venus d'Asie via le canal de Suez. Le grand port maritime de Marseille, en France, en est le port principal (36e avec près de 100 millions de tonnes de marchandises). L'Espagne (avec Algésiras, Valence, Barcelone et Tarragone) et l'Italie (Gênes Livourne et La Spezia sur la côte nord-ouest, Trieste sur la côte adriatique, Tarente et Gioia Tauro au sud) disposent aussi de ports majeurs, notamment par leur trafic de conteneurs. Algésiras s'est ainsi imposé comme le port principal entre la péninsule Ibérique et le Maghreb tandis que Gioia Tauro, situé sur le détroit de Messine entre le continent et la Sicile, est un nœud de communication et d'échanges entre l'Italie et l'Afrique du Nord ainsi qu'entre l'ouest et l'est. Le port de Malte, Marsaxlokk, est également favorisé par sa position centrale en Méditerranée.
En matière de transports fluviaux, la longueur des voies navigables (canaux, rivières, etc.) de l'Union est de 44 103 km. Le plus important réseau de voies navigables dans l'Union se trouve dans la région nord de l'Europe. Il inclut le nord-est de la France, la Belgique, le Luxembourg, les Pays-Bas et l'Allemagne.
Ainsi, en France, le canal du Midi permet de relier l'Atlantique à la Méditerranée. Ce canal est prolongé par le canal du Rhône à Sète qui permet de relier l'Atlantique au Rhône. Le Rhône est relié à la Seine par le canal de Bourgogne. Le Rhône est aussi relié au Rhin par le canal du Rhône au Rhin. Le Rhin est lui-même relié au Danube par le canal Rhin-Main-Danube. Des canaux relient aussi le Rhin à la Weser, puis à l'Elbe et l'Oder. Plus loin, l'Oder est relié à la Vistule.

#### Transports aériens
L'Union européenne compte 3 383 aéroports en 2010 dont 1 391 où les pistes ne sont pas recouvertes.

### Espaces régionaux

#### Régionalisation indicative du rapport Europe 2000 +
- Centre des capitales
- Nouveaux Länder allemands
- Arc alpin
- Diagonale continentale
- Arc latin
- Méditerranée centrale
- Arc atlantique
- Régions de la mer du Nord
- Arc baltique

Le rapport Coopération pour l'aménagement du territoire européen - Europe 2000 Plus publié par la Commission met en avant une régionalisation relative aux dynamiques transnationales entre les États membres. Huit ensembles régionaux ont été distingués :
- le centre des capitales, ou se trouve le siège de nombreuses institutions de l'Union. Elle comprend le sud-est de l'Angleterre, la moitié sud des Pays-Bas, le nord et le nord-est de la France (dont le bassin parisien), la Belgique, le Luxembourg et le centre-ouest et sud-ouest de l'Allemagne[205].
- l'arc alpin qui comprend le sud-est de la France, le nord de l'Italie, le sud-est de l'Allemagne, l'Autriche et, hors de l'Union, la Suisse[205].
- la diagonale continentale qui comprend « le centre et la partie centrale du sud-ouest de la France et la partie centrale du nord et l'intérieur de l'Espagne »[205].
- les cinq « nouveaux Länder allemands », c'est-à-dire les territoires de l'ancienne République démocratique allemande[205].
- les régions méditerranéennes qui s'étirent le long de la côte de l'Union, depuis l'Andalousie jusqu'à la Grèce (c'est-à-dire l'est de l'Espagne, le sud de la France, la majeure partie de l'Italie, la totalité de la Grèce et les îles méditerranéennes de l'Union)[205]. Elles sont divisées en deux sous-ensembles[206] :
  - l'arc latin,
  - et la Méditerranée centrale.
- l'arc atlantique qui s'étend du nord de l'Écosse au sud du Portugal en incluant l'Irlande, l'ouest du Royaume-Uni, l'ouest de la France, le nord-ouest de l'Espagne, et l'intégralité du Portugal[205].
- les régions de la mer du Nord qui comprend l'est de l'Écosse, le nord, le centre et l'est de l'Angleterre, le nord des Pays-Bas, le nord-ouest de l'Allemagne et l'intégralité du Danemark[205].
- et les régions ultrapériphériques.

Le découpage adopté par la Commission dans ce rapport est une simple hypothèse de travail visant à faciliter les analyses et à mettre en évidence les dynamiques transnationales. La Commission ajoute, par ailleurs, que ce découpage ne vise pas à créer de « nouvelles super-régions européennes ».

#### Autres espaces traditionnellement défini

##### Espace rhénan
Le centre des capitales définies par la Commission européenne se superpose à trois autres espaces. Les deux premiers ont été distingués par Roger Brunet et le dernier par le Conseil informel des Ministres responsables de l'aménagement du territoire, respectivement le concept de mégalopole européenne et celui de Pentagone.
La mégalopole européenne a été développé par Roger Brunet pour désigner un espace densément peuplé et fortement urbanisé qui s'étend approximativement de Londres à Milan en passant par la vallée du Rhin. C'est à l'intérieur de cet espace que la production de richesse et les flux sont les plus importants dans l'Union. C'est le centre économique de l'Union.
En 1998, Roger Brunet propose de distinguer un nouvel espace regroupant les principales villes de la moitié Nord de la mégalopole : Londres, du Randstad hollandais, Düsseldorf, Cologne, Francfort, Stuttgart, Zurich, Bâle et Paris. Cet ensemble est appelé le Ring. Il correspond à peu près au centre des capitales définis par la Commission européenne dans son rapport 2000+ qui se structure autour de Bruxelles, Strasbourg et le Luxembourg. Roger Brunet y inclut deux périphéries : une périphérie ancienne incluant Berlin, Vienne, le nord de l'Italie, la région de Bordeaux et Dublin ; et une seconde périphérie incluant Madrid, Rome et Stockholm.
Enfin, le Pentagone est un espace définis par le Schéma de développement de l'espace communautaire. Il relie les villes de Londres-Paris-Milan-Munich-Hambourg. Il permet de mettre en évidence le caractère centralisé de l'Union. Il s'oppose au concept de mégalopole européenne qui n'inclut pas Paris et à celui de Ring qui ne comprend pas la ville de Munich.

##### Espace balte
L'arc baltique est un espace qui suit la courbure décrite par la mer du même nom de Hambourg à Helsinki. L'espace géographique de l'arc correspond à peu près à l'espace occupés par la Hanse. Cet espace est marqué par son isolement du reste de l'Union. La région fait l'objet de projets concernant les énergies, les infrastructures de transports, l'éducation, la santé et le tourisme.

### Géographie militaire
Après l'échec de la Communauté européenne de défense fut créé l'Union de l'Europe occidentale. À l'origine celle-ci se voulait indépendante du processus d'intégration économique et politique des autres Communautés, cependant, dès 1984, elle fut identifiée par les États membres de l'Union européenne comme support de la politique européenne de sécurité et de défense.
Avec l'entrée en vigueur du traité de Lisbonne en décembre 2009, une partie de ses attributions furent transférées à l'Union européenne. Elle fut complètement dissoute et intégré à l'Union européenne en 2011. Depuis 2009, c'est l'article 42, et notamment son paragraphe 7, qui instaure le principe de défense mutuelle : « au cas où un État membre serait l'objet d'une agression armée sur son territoire, les autres États membres lui doivent aide et assistance par tous les moyens en leur pouvoir, conformément à l'article 51 de la charte des Nations unies. »
Zbigniew Brzeziński, conseiller de Jimmy Carter et membre du Conseil national de sécurité des États-Unis, a développé une théorie qui fait du contrôle de l'Eurasie (le « continent central ») la clef de la domination mondiale car il s'agirait de la région la plus prospère et la plus riche du monde (en matière de ressources et de démographie). Selon sa théorie, l'enjeu géopolitique pour le continent périphérique (donc les États-Unis) serait d'empêcher toute suprématie d'un de ses concurrents directs et équilibrer les puissances que sont l'Union européenne, la Russie et la Chine. Dans cette optique, comme le considérait déjà Halford Mackinder et Karl Haushofer, l'Europe de l'Est constitue une zone pivot pour le contrôle du « continent central ».
De même, dans le cadre de la candidature turque à l'Union européenne, l'Union est amenée à s'interroger sur ses rapports avec les pays voisins de la Turquie. En effet, d'après le ministre des Affaires étrangères suédois, Carl Bildt, « l'adhésion de la Turquie donnerait à l'UE un rôle décisif dans le maintien de la stabilité à l'est des mers Méditerranée et Noire, qui est clairement dans l'intérêt stratégique de l'Europe ». Cependant, une adhésion turque rapprocherait l'UE des conflits ayant lieu dans les États voisins de la Turquie sur lesquelles l'UE exerce encore peu d'influence. Elle verrait son influence augmenter dans leur résolution mais cela nécessiterait une forte protection des frontières afin d'éviter que ces crises ne se répandent en Europe. L'UE devra par exemple intervenir dans le conflit entre l'Azerbaïdjan et l'Arménie auquel cas elle devra aussi tenir compte de la Russie. L'UE verrait son influence augmenter au Moyen-Orient, se rapprochant de l'influence qui y est exercée par les États-Unis.